# Коммунистическая партия Советского Союза
Коммунисти́ческая па́ртия Сове́тского Сою́за (аббрев. КПСС, сокр. Компа́ртия, разг. Па́ртия; с 1918 по 1925 гг. — РКП(б) — Российская коммунистическая партия (большевиков), с 1925 по 1952 гг. — ВКП(б) — Всесоюзная коммунистическая партия (большевиков)) — правящая партия в Союзе Советских Социалистических Республик. Основной идеологией был марксизм-ленинизм.
С начала 1920-х до марта 1990 года партия (под разными названиями — РКП(б), ВКП(б), КПСС) действовала в условиях однопартийной системы. Этот статус был закреплён конституционно: в статье 126 Конституции 1936 года Коммунистическая партия провозглашалась «руководящим ядром» государственных и общественных организаций трудящихся, а в принятой в 1977 году Конституции СССР КПСС была, согласно статье 6, провозглашена руководящей и направляющей силой советского общества в целом. В 1990 году конституционная монополия партии на политическую власть была отменена, однако в Конституции СССР даже в новой редакции соответствующих положений КПСС была отдельно выделена в числе прочих политических партий.
События 19—21 августа 1991 года послужили основанием для обвинения КПСС в антиконституционной деятельности. Указом Президента РСФСР от 6 ноября 1991 года деятельность КПСС и её республиканской организации — КП РСФСР была прекращена, имущество конфисковано. Однако Конституционный Суд РФ вынес судебное постановление от 30 ноября 1992 года, в котором признал неконституционным запрет деятельности первичных организаций КПСС—КП РСФСР. Производство дела было прекращено в связи с распадом и утратой статуса общесоюзной организации.

## Названия
В разные годы своей деятельности в Российской империи, Российской республике и Советском Союзе партия имела разные наименования:
|  | Российская социал-демократическая рабочая партия               | — | РСДРП    | — | 1898—1903 | (с I съезда)   |
|  | Российская социал-демократическая рабочая партия (большевиков) | — | РСДРП(б) | — | 1903—1918 | (со II съезда) |
|  | Российская коммунистическая партия (большевиков)               | — | РКП(б)   | — | 1918—1925 | (с VII съезда) |
|  | Всесоюзная коммунистическая партия (большевиков)               | — | ВКП(б)   | — | 1925—1952 | (с XIV съезда) |
|  | Коммунистическая партия Советского Союза                       | — | КПСС     | — | 1952—1991 | (с XIX съезда) |

## История
Славой овеяна, 

Волею спаяна,

Крепни и здравствуй во веки веков, 

Партия Ленина, 

Партия Сталина, — 

Мудрая партия большевиков!

### РСДРП

#### Образование РСДРП
Российская социал-демократическая рабочая партия (РСДРП) была создана в России в конце XIX века на базе нескольких социал-демократических групп и кружков («Союз борьбы за освобождение рабочего класса», группа «Киевской Рабочей газеты», «Бунд» и др.). Учредительный съезд РСДРП, на котором присутствовало 9 делегатов от различных марксистских организаций России, прошёл в Минске 13 — 15 марта 1898 года (все даты даны по новому стилю). Съезд провозгласил образование РСДРП и принял «Манифест Российской социал-демократической рабочей партии», однако фактически партия как централизованная политическая организация создана не была (в связи с тем, что почти сразу после съезда члены вновь избранного центрального комитета были арестованы, а большинство местных организаций РСДРП разгромлены).
На II съезде РСДРП (30 июля — 23 августа 1903 года; Брюссель, затем Лондон) произошло окончательное организационное оформление партии — были приняты первая Программа партии, Устав партии, избраны центральные руководящие органы — Центральный комитет (ЦК) РСДРП и Центральный орган (ЦО) РСДРП (редакция газеты «Искра»). На съезде произошло оформление двух фракций РСДРП — большевиков во главе с В. И. Лениным и меньшевиков во главе с Г. В. Плехановым и Ю. О. Мартовым.
Основным поводом для раскола стал незначительный, на первый взгляд, пункт партийного устава; Ленин предлагал требовать от членов партии «личного участия», тогда как Мартов — «личного содействия». На деле же речь шла о допустимой степени централизма в партстроительстве; Ленин стремился к созданию жёстко централизованной организации, с обязательностью выполнения нижестоящими директив вышестоящих (демократический централизм). Мартов же, по образцу западноевропейской социал-демократии, особенно по образцу наиболее авторитетной тогда германской партии, отстаивал принцип свободной ассоциации.
Многим социал-демократам казалась нелепостью ссора, произошедшая на II съезде. На уровне низовых организаций долгое время сохранялось единство; вплоть до мая 1917 года существовал целый ряд объединённых социал-демократических («большевистско-меньшевистских») партийных организаций на местах.
Уже с сентября 1903 года стороны начали ожесточённую борьбу за контроль над партийными организациями — ЦК, редакцией печатного органа «Искра», Заграничной лигой революционной социал-демократии (заграничной парторганизацией РСДРП), парторганизациями на местах. Ленину удалось удержать большинство в ЦК, тогда как меньшевики получили большинство в редакции «Искры» и в Совете партии. Большинство парторганизаций Центральной России, также Одессы и Кавказа поддержали большевиков, тогда как донецкая, киевская и другие парторганизации присоединились к меньшевикам.

#### РСДРП во время Революции 1905—1907 гг.
В 1904 году Ленин приступил к формированию собственных фракционных органов: фактически параллельное ЦК Бюро комитетов большинства (распущено в преддверии III съезда) и собственный печатный орган (газета «Вперёд»). В 1905 году большевики и меньшевики провели два параллельных «съезда РСДРП»: большевики в Лондоне, а меньшевики в Женеве.
Крупным поражением Ленина стал IV («объединительный») съезд РСДРП в Стокгольме (1906). Его сторонники оказались в меньшинстве. В ЦК прошло 7 меньшевиков и 3 большевика, редакция печатного органа стала на 100 % меньшевистской. Вместе с тем в 1907 году Ленин образовал новый фракционный руководящий орган — Большевистский центр (распущен решением пленума ЦК в январе 1910 года, как руководящий орган фракционного раскола); были созданы новый фракционный печатный орган и даже фракционная касса.

#### Организационное обособление большевиков
Подавление революции 1905—1907 годов привело партию к серьёзному кризису. Численность РСДРП сократилась в 7 раз, многие руководящие органы многократно арестовывались. Партийные организации были густо «нашпигованы» полицейскими агентами, среди которых особую известность снискал член ЦК и член большевистской фракции Госдумы IV созыва Р. В. Малиновский.
V съезд РСДРП, проходивший весной 1907 года в Лондоне, обострил разногласия между большевиками и меньшевиками и привёл к созданию «большевистского центра» во главе с В. И. Лениным.
На VI (Пражской) конференции РСДРП (5—17 января 1912 года) большевики организационно оформились в самостоятельную партию. Из 14 делегатов с решающим голосом 12 были большевиками, а двое — меньшевиками-«партийцами» (представляли группу Г. В. Плеханова). Национальные организации и те местные группы, которые находились под влиянием меньшевиков, отклонили направленные им приглашения на конференцию и не признали её в качестве Всероссийской и общепартийной. В августе 1912 года Л. Д. Троцкий, стоявший тогда на объединительных позициях, созвал в Вене «параллельную» партконференцию. Большевики на Венскую партконференцию (так называемый «августовский блок») не явились. Последняя попытка воссоединения большевистского и меньшевистского крыльев социал-демократии провалилась.
Окончательно большевистская фракция РСДРП выделилась в Российскую социал-демократическую рабочую партию (большевиков) (РСДРП(б)) только на VII (Апрельской) Всероссийской конференции РСДРП(б) в мае 1917 года.

### РСДРП(б)

#### Между Февралём и Октябрём
На момент Февральской революции большевики являлись лишь третьей по влиятельности силой среди социалистов. Непосредственно во время событий последний царский министр внутренних дел А. Д. Протопопов арестовал большевистский Петроградский комитет, из известных крупных большевиков в городе в это время находился только Шляпников, все члены ЦК были в ссылке либо эмиграции. Ядром революционного Петросовета стала Рабочая группа Центрального военно-промышленного комитета, в целом меньшевистская («гвоздёвцы»), и вплоть до осени 1917 года в Советах сохранялось эсеро-меньшевистское большинство.
После своего возвращения из эмиграции в апреле 1917 года Ленин немедленно взял курс на захват большевиками власти в стране с целью осуществления радикальных преобразований. Быстро преодолев сопротивление в рядах собственной партии, он добился принятия своей программы («Апрельских тезисов»). Первая крупная попытка захвата власти в июле 1917 года (Июльские дни) едва не закончилась для большевистской партии катастрофой и полным уничтожением. В ходе этих событий Троцкий окончательно оставил все попытки преодолеть раскол до недавнего времени единой РСДРП и присоединился к большевизму, войдя на VI съезде РСДРП(б) в состав ЦК.
Съезд, проходивший в Петрограде в нелегальных условиях с 8 по 16 августа 1917 года, принял решение о подготовке вооружённого восстания.
Осенью 1917 года большевикам удалось «оседлать» поднимавшуюся революционную волну, успешно играя на пробуждённых революцией глубинных анархистских инстинктах народа. В ходе большевизации Советов они захватывают контроль над Советами Петрограда и Москвы и большинством Советов рабочих и солдатских депутатов на местах, солдатскими комитетами Северного и Западного фронтов, Балтийским флотом. Вместе с тем в традиционных органах самоуправления, в частности, Петроградской городской думе, большевики остаются в меньшинстве. Их представительство в Советах крестьянских депутатов остаётся ничтожным (из 455 таких Советов в 264 даже не было большевистских фракций).
Опираясь на контроль над Петросоветом, Петроградским гарнизоном и Кронштадтской военно-морской базой, большевики начали подготовку вооружённого выступления в преддверии II Всероссийского съезда советов рабочих и солдатских депутатов.

#### Октябрь 1917 — март 1918
В результате вооружённого восстания 7 ноября (25 октября по старому стилю) 1917 года было свергнуто буржуазное Временное правительство и сформировано Временное Рабоче-Крестьянское правительство. Меньшевики и эсеры негативно отнеслись к восстанию, назвав его «военным заговором». В знак протеста они объявили бойкот, покинув заседания II съезда Советов. В результате исторически первый состав Совнаркома (Временного Рабоче-Крестьянского правительства) был на 100 % большевистским. 25 октября 1917 года был распущен Временный совет Российской республики, ряд других органов.
На этом этапе, по всей видимости, большевики ещё не планировали установления диктатуры своей партии. В деятельности основного органа восстания — Петроградского ВРК принимали широкое участие левые эсеры, а также анархисты. В знак протеста против произошедшего восстания в Петрограде правоцентристское большинство ЦК эсеров исключило из партии всех представителей своего левого крыла, поддержавших большевиков. Левые эсеры окончательно выделились в самостоятельную партию.
В декабре 1917 года оформилась правительственная коалиция; в состав Совнаркома вошёл ряд левых эсеров, принявших также деятельное участие в организации ЧК и ряда других органов. Популярным лозунгом «умеренных» стало «однородное социалистическое правительство» — широкая правительственная коалиция всех социалистических партий, требование, на котором настаивал исполком железнодорожного профсоюза Викжель, угрожая остановкой перевозок.
Временное Рабоче-Крестьянское правительство провело ряд прогрессивных реформ — было установлено полное и всеобщее гражданское равноправие, которое было распространено и на военнослужащих, был введён восьмичасовой рабочий день, выборный, гласный, равный для всех суд, признана независимость Финляндии.
Выборы во Всероссийское учредительное собрание фактически начались ещё до прихода большевиков к власти и никак ими не контролировались, причём Комиссия по проведению выборов (Всевыборы) Октябрьскую революцию не признала. Результаты выборов показали, что крестьянское большинство России поддерживает эсеров; осознав, что их курс на радикальные преобразования под угрозой, коалиция большевиков и левых эсеров 6 января 1918 года разогнала Учредительное собрание.

### РКП(б)
8 марта 1918 года на своём VII съезде после острой дискуссии большевики приняли резолюцию об установлении сепаратного Брестского мира с Германией.
В связи с выполнением Первой программы партии, направленной на совершение буржуазно-демократической и социалистической революций, была создана комиссия по разработке новой программы; РСДРП(б) была переименована в Российскую коммунистическую партию — РКП(б).
В мае 1918 года СНК ввёл государственную монополию на торговлю сельскохозяйственной продукцией. Первые попытки введения продразвёрстки, по образцу других воюющих держав, предприняло ещё царское правительство в декабре 1916 года, однако из-за яростного сопротивления крестьянских общин эти попытки провалились. Также безуспешными оказались аналогичные попытки Временного правительства в 1917 году. В мае 1918 года большевики вновь вернулись к продразвёрстке.
В первой половине 1918 года наметилась новая тенденция: опираясь на большевизированных солдат рассеянных по всей России запасных полков, большевики разгоняли те Советы на местах, где им не удалось получить большинства. Власть передавалась либо большевистской фракции Совета, либо целиком невыборному ревкому. Отношения с правыми эсерами стремительно портились; они всё больше склонялись к терактам против лидеров большевизма, по образу дореволюционного террора против царских чиновников и генералов. После восстания Чехословацкого корпуса реальностью стала так называемая «демократическая контрреволюция» — вооружённое эсеро-белогвардейское сопротивление большевизму. Основной ударной силой этого сопротивления стало правоконсервативное офицерство, тогда как эсеры, выступая как идеологи движения, декларировали принцип так называемого «обволакивания» белогвардейских элементов. Очень скоро такой подход закончился провалом, офицерство всё более склонялось к военной диктатуре и не нуждалось в эсерах. В декабре 1918 колчаковцы расстреляли в Омске ряд видных эсеров (Девятов, Кириенко, Нил Фомин, Барсов, Саров, Локотов, Павлов, Лотошников, Подвицкий) и меньшевиков (Евгений Маевский и Брудерер), членов Учредительного собрания.
Параллельно испортились и отношения большевиков со вчерашними союзниками. В апреле 1918 года были разогнаны анархистские организации в Москве, обвинённые в разложении, перерождении в «анархо-бандитизм», подготовке вооружённого переворота. Наращивая давление на эсеров, большевики взяли курс на замену проэсеровских сельских советов пробольшевистскими комбедами. Недовольство непопулярным Брестским миром, введением продовольственной диктатуры и особенно комбедами вызвало восстание левых эсеров в июле 1918 года. Это неудачное и плохо организованное выступление закончилось политической смертью левых эсеров; партия раскололась на ряд осколков, часть которых предпочли осудить восстание, и сотрудничать с большевиками.
В августе 1918 произошла серия терактов против лидеров большевизма, в ответ на которую был официально объявлен «красный террор».
По факту, с июля 1918 года в России на 70 лет установилась однопартийная система. Партии меньшевиков и эсеров, в целях совместной борьбы с Колчаком, несколько раз легализовывались и вновь запрещались. Окончательно они прекратили своё существование только в 1923—1925 годах.
В частности, в декабре 1918 года меньшевики, под впечатлением от колчаковского переворота в Сибири и поражения Германии в мировой войне (что позволило большевикам денонсировать непопулярный Брестский мир) объявили о сотрудничестве с большевизмом и даже провели ряд партийных мобилизаций в Красную Армию, однако уже с марта 1919 года вновь столкнулись с репрессиями. Другим примером подобных колебаний стала эсеровская группа «Народ», решившая поддержать большевиков в их вооружённой борьбе с колчаковцами, за что была решением ЦК ПСР исключена из партии.
23 марта 1919 года VIII съезд РКП(б) принял новую программу РКП(б), нацеленную на установление и защиту «советской демократии», которую РКП(б) толковало как власть советов рабочих и крестьянских депутатов и их съездов, противопоставляя её обычной («буржуазной») демократии в виде парламентского государства. Съезд приветствовал создание Коммунистического Интернационала и принял решение о строительстве регулярной армии.
IX съезд РКП(б) (29 марта — 5 апреля 1920 года) принял ряд важных решений по вопросам хозяйственного строительстве, о переходе от борьбы на военном фронте к борьбе на фронте труда, против разрухи, за восстановление и развитие народного хозяйства страны.
К концу 1920 года сложилась противоречивая картина: большевикам удалось уничтожить все основные очаги вооружённого сопротивления, однако в то же время вся страна оказалась буквально «затоплена» множеством «зелёных» крестьянских восстаний. Принудительные изъятия хлеба подтолкнули крестьян к массовому сокращению посевов, что при первом же серьёзном неурожае вызвало массовый голод с большим количеством жертв.
Под давлением Ленина X съезд РКП(б) (1921) заменил продразвёрстку более лёгким продналогом, в течение года страна взяла курс на Новую экономическую политику (НЭП) — восстановление свободы торговли и частного предпринимательства.
Множество рядовых эсеров и особенно меньшевиков предпочли вступить в большевистскую партию, рассчитывая сделать карьеру. До четверти делегатов X съезда РКП(б) 1921 года являлись выходцами из других партий, главным образом бывшими меньшевиками. Кроме того, с 1917 года целый ряд маленьких и слабых партий и фракций, поодиночке не имевших никаких политических перспектив, предпочли вступить в компартию: социал-демократическая фракция «межрайонцев» (июль 1917), Российская социалистическая рабочая партия интернационалистов (бывшая фракция меньшевиков-интернационалистов, или «новожизненцы», самораспустились и присоединились к РКП(б) в 1920 году), ряд осколков партии левых эсеров: Партия народников-коммунистов (1918), Партия революционного коммунизма (1920), также ряд национальных левых партий: еврейская партия Бунд (на деле вошли в состав РКП(б) только частично), младобухарцы, украинские боротьбисты и др.
В августе 1922 года ЦК РКП(б) создал специальную комиссию, которая должна была подготовить проект предложений по вопросу о будущих взаимоотношениях между РСФСР и другими советскими республиками. Под руководством И. В. Сталина был подготовлен проект «автономизации», предусматривавший вхождение этих республик в состав РСФСР. Однако В. И. Ленин отверг данный проект, настояв на создании Союза Советских Социалистических Республик (СССР), в который РСФСР и другие союзные республики вошли бы на началах равноправия. В итоге 27 декабря в Москве был подписан Договор об образовании СССР, а 30 декабря 1922 года договор был одобрен I Всесоюзным съездом Советов. В 1922 году была проведена Всероссийская партийная перепись.
Первые годы после смерти Ленина ознаменовались тяжёлой внутрипартийной фракционной борьбой. По её итогам из возможных кандидатов на роль преемника Ленина победил Сталин. Под его руководством партия взяла курс на коллективизацию, индустриализацию и культурную революцию.

### ВКП(б)

#### 1925—1941
В декабре 1925 года XIV съезд провозгласил курс на построение социализма в стране, что потребовало разработать новую программу партии.
В связи с объединением советских республик в Союз ССР РКП(б) была переименована во Всесоюзную Коммунистическую партию (большевиков) — ВКП(б), включавшую КП(б) Украины, КП(б) Белоруссии и партийные организации ЗСФСР. При этом создание отдельной партии в РСФСР было объявлено «величайшим вредом», так как «фактически означало бы существование двух центральных руководящих органов, потому что удельный вес российской части в партии союзного значения сам собою ясен».
Устав новой партии существенно отличался от устава РКП(б). В структуре партии произошли изменения: численность членов Центрального Комитета ВКП(б) была увеличена, а сам ЦК стал играть роль «внутрипартийного парламента». Съезды ВКП(б) предполагалось созывать раз в 5 лет; роль исполнительного органа партии перешла к Секретариату ЦК ВКП(б).
XV съезд ВКП(б) в декабре 1927 года утвердил директивы по составлению Первого пятилетнего плана развития народного хозяйства страны и принял план коллективизации сельского хозяйства. Была организационно разгромлена троцкистская оппозиция; возможности ведения внутрипартийных дискуссий существенно ограничивались.
Летом 1930 года XVI съезд ВКП(б) одобрил проводимые реформы и переход к политике ликвидации кулачества как класса, провозгласил путь на ликвидацию всех капиталистических элементов в стране. Продолжилась борьба против оппозиционных «уклонов» в партии.
XVII съезд («Съезд победителей») в начале 1934 года подвёл итоги первой пятилетки, определил направления реализации второго пятилетнего плана. Было принято решение об изменении управления промышленностью: территориально-производственная система совнархозов сменялась вертикалью наркоматов.
В 1937 году, после принятия новой Конституции, высшим законодательным органом СССР стал Верховный Совет СССР, избиравшийся по одномандатным округам. Он был полностью подконтролен ВКП(б), так как в каждом округе мог быть выставлен только один кандидат — представитель блока коммунистов и беспартийных.
На состоявшемся в марте 1939 года XVIII съезде констатировалось, что социализм в СССР в основном построен и страна вступила в стадию завершения строительства социалистического общества. Однако разразившаяся война нарушила планы мирного развития, и следующий съезд партии был созван только через 13 лет.

#### 1941—1945
В годы Великой Отечественной войны в действующую армию было направлено свыше 1,5 млн коммунистов, значительное количество действовало в составе партизанских отрядов и подпольных организаций на оккупированной территории. Несмотря на потери, в период войны численность партии увеличилась на 1,6 млн человек. К началу Великой Отечественной войны в Вооружённых Силах СССР насчитывалось 654 тыс. коммунистов, к январю 1945 года их количество увеличилось до 3 031 тысяч. В общей сложности в течение Великой Отечественной войны в партию были приняты около 4 млн человек.
После вхождения в октябре 1944 года Тувы в состав Советского Союза как автономной области члены правившей в ТНР Тувинской народно-революционной партии не включались в ВКП(б) автоматически: члены ТНРП должны были вновь вступить в состав ВКП(б). 18 октября 1944 года было образовано Бюро Тувинского обкома ВКП(б), состав которого был предварительно утверждён секретарём ЦК ВКП(б) Г. М. Маленковым. Из 7 518 человек в приёме было отказано 3 574 (основные причины: политическая пассивность, наличие репрессированных родственников, владение крупной частной собственностью).

### КПСС

Агитационная конструкция на проспекте Андропова в Москве

#### 1952—1985
В октябре 1952 года на XIX съезде партии её название было вновь изменено. ВКП(б) была переименована в Коммунистическую партию Советского Союза — КПСС.
Во многом поворотным пунктом в истории партии и всего Советского Союза стал прошедший в феврале 1956 года XX съезд КПСС, на котором Первый секретарь ЦК КПСС Н. С. Хрущёв выступил с докладом «О культе личности и его последствиях». В докладе был осуждён культ личности Сталина. Съезд положил начало развенчанию социальных мифов сталинизма, дал толчок обновлению советского общества и освобождению общественного сознания от догм и стереотипов. После XX съезда было пересмотрено большое количество судебных дел, которые были сфабрикованы на основе надуманных, ложных и ошибочных обвинений; многие репрессированные люди были реабилитированы.
На XXII съезде КПСС (1961 год) была принята новая Программа КПСС. Исходя из её положений было объявлено, что «нынешнее поколение советских людей будет жить при коммунизме».
В октябре 1964 года пост Первого (с марта 1966 года — Генерального) секретаря ЦК КПСС занял Л. И. Брежнев. Он положил конец ряду недостаточно продуманных мероприятий, инициированных Хрущёвым, и в первый период своего 18-летнего периода пребывания на руководящем посту провёл в стране достаточно серьёзные экономические реформы. Однако в начале 1970-х гг. стали снижаться темпы развития советской промышленности, осуществление реформ зашло в тупик, а страна стала скользить к краю кризиса. С середины 1970-х гг. наблюдается окостенение идеологии, в партии и обществе нарастает инертность, усиливается бюрократизм; идеологическое воспитание членов партии приобретает всё более формальный характер, теряет содержательность и убедительность, приводя к ослабеванию их веры в идеалы коммунизма.
В. М. Молотов в 1976 году соглашался с мыслью: «Как никогда стал точен лозунг „Народ и партия едины“: партия обманула народ, а народ стал обманывать партию, потеряв веру и работая кое-как».
Попытки непосредственных преемников Брежнева на посту генерального секретаря ЦК — Ю. В. Андропова (ноябрь 1982 — февраль 1984 года) и К. У. Черненко (февраль 1984 — март 1985 года) — исправить положение дел к серьёзным изменениям не привели.

#### 1985—1991
В марте 1985 года генеральным секретарём ЦК КПСС стал М. С. Горбачёв. По его инициативе начались широкомасштабные реформы, получившие название «перестройки».
Состоявшаяся в Москве с 28 июня по 1 июля 1988 года XIX Всесоюзная конференция КПСС внесла существенные изменения в политическую систему страны. Фактически Коммунистическая партия перестала быть её стержнем. В октябре 1988 года пленум ЦК КПСС издал постановление, запрещавшее партийным организациям разного уровня вмешиваться в регулирование экономических вопросов. 1 декабря 1988 года после всенародного обсуждения Верховный Совет СССР принял поправки в три главы Конституции СССР, касающиеся избирательной системы и связанные с учреждением нового органа власти — Съезда народных депутатов. На выборах весной 1989 года на местах мандаты получили представители демократической общественности и национальных движений.
14 марта 1990 года был принят закон, вносивший в Конституцию СССР масштабные поправки, которые, в частности, исключали из текста 6-й статьи Конституции упоминание о руководящей роли КПСС и разрешали создание других политических партий. При этом в рядах самой КПСС нарастают дезориентация и идейный разброд, возникает моральное отчуждение членов партийных организаций от масс, а сами партийные организации различного уровня бездействуют.
В 1990—1991 годах начался массовый выход из партии рядовых членов, возмущённых вскрывшимися фактами злоупотребления властью и потерявших веру в моральное право и способность КПСС управлять обществом.
19—23 июня 1990 года была созвана Российская партийная конференция, которая позиционировала себя как Учредительный съезд Компартии РСФСР (в составе КПСС).
2—13 июля 1990 года г. состоялся XXVIII съезд КПСС. В его работе приняло участие 4683 делегата. Съезд выявил глубокий кризис в партии. Делагаты разделились на нескольких разных платформ: Демократическая платформа, Марксистская платформа и др., причём сторонники социалистического курса партии на съезде оказались в меньшинстве. Сторонники перестройки и рыночных реформ сохраняли большинство, хотя наиболее радикальные из них уже не хотели ассоциировать свою политику с КПСС, в связи с чем прямо на съезде Б. Н. Ельцин и некоторые другие его единомышленники вышли из партии.
Из-за внутренних разногласий съезду не удалось утвердить новую Программу КПСС. Несмотря на глубокий кризис внутри партии и ослабление её позиций в обществе, М. С. Горбачёв был переизбран Генеральным секретарём партии на второй срок (голосовало за — 3411, против — 1116, за альтернативную кандидатуру Т. Г. Авалиани — 501 голос за, 4026 — против). Съезд впервые избрал ЦК КПСС без кандидатов в члены, только из членов, в составе 412 человек.
В августе 1991 г. ряд членов ЦК КПСС участвовало в деятельности ГКЧП.

#### Запрет

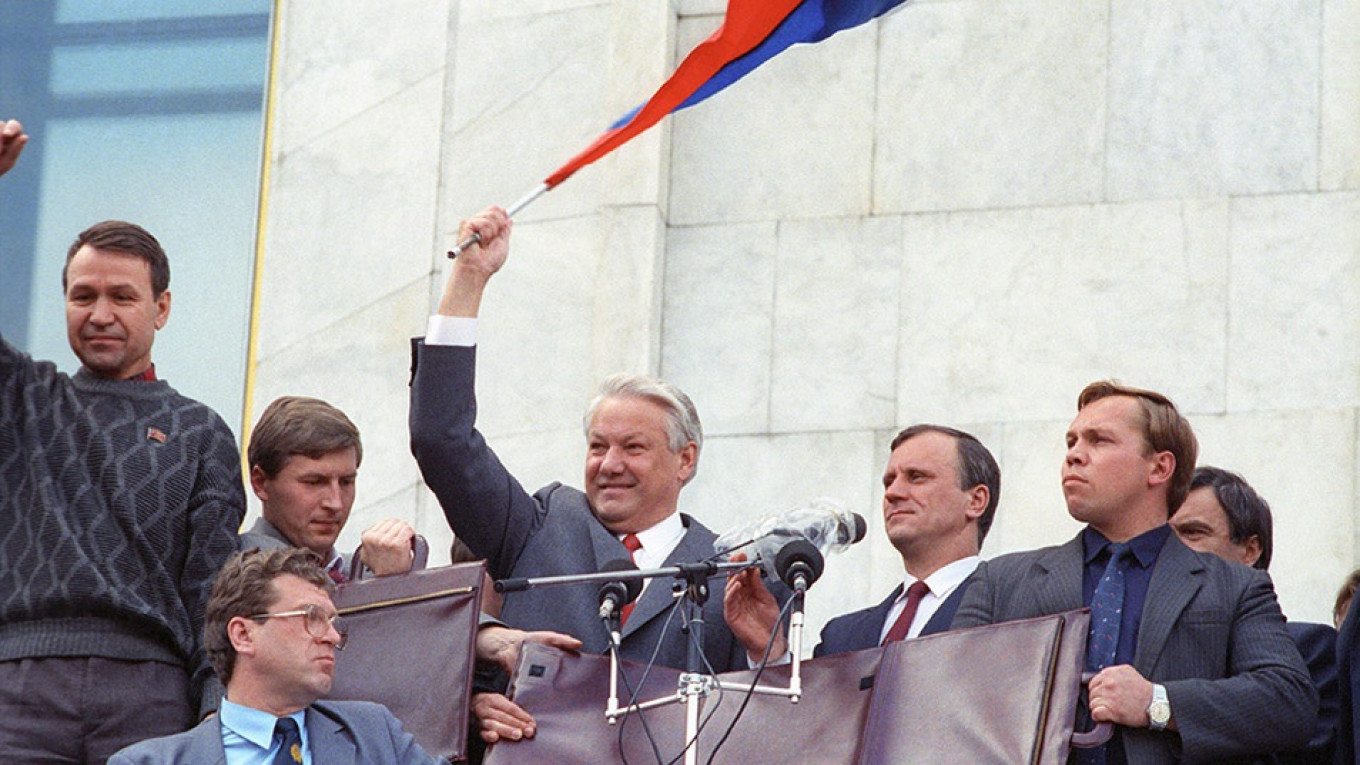
Борис Ельцин с флагом России. 22 августа 1991 г.

Деятельность КПСС была приостановлена на территории России 23 августа 1991 года, её имущество конфисковано, здания партийных организаций опечатаны. С августа по ноябрь 1991 года была запрещена или приостановлена деятельность всех республиканских компартий во всех союзных республиках. Партия была запрещена российскими властями 6 ноября 1991 года. Здание на Старой площади коммунисты должны были покинуть после 10 ноября, когда истекал срок для личного трудоустройства и сдачи дел, предоставленный им российским правительством. Указом Президента РСФСР Б.Ельцина все имущество КПСС и компартии РСФСР передавалось в ведение органов государственного управления республики. Контроль за этим поручался Совету Министров РСФСР. Однако, согласно ст. 22 Закона СССР от 9 октября 1990 года «Об общественных объединениях» принятие решения о ликвидации общесоюзной политической партии находилось в компетенции Верховного суда СССР. Уже на следующий день после запрета КПСС возникло движение «Трудовая Россия», 23 ноября — «Российская коммунистическая рабочая партия», 14 декабря — «Российская партия коммунистов». Некоторые члены КПСС, в том числе руководящие работники партии, не согласились с запретом КПСС и не вошли в новообразованные партии и общественные объединения, продолжив партийную деятельность от лица КПСС. По сути, появилось неопределённое число полуподпольных организаций со старым названием «КПСС».
13 июня 1992 года с разрешения Конституционного суда было проведено совещание членов ЦК КПСС, конституировавшее себя как пленум ЦК КПСС. В его работе приняли участие 46 из более 400 членов прежнего ЦК. Совещание исключило из рядов КПСС М. С. Горбачёва, приостановило деятельность Политбюро и приняло решение о созыве Всесоюзной партконференции.
10 октября 1992 года в Москве прошла XX Всесоюзная конференция КПСС. Конференция рассмотрела проекты новой Программы и Устава КПСС и приняла решение о подготовке XXIX съезда КПСС.
30 ноября 1992 года Конституционный суд РФ признал не соответствующим Конституции России запрет деятельности первичных организаций Компартии, образованных по территориальному принципу, но оставил в силе роспуск руководящих структур КПСС и руководящих структур её российской республиканской организации — КП РСФСР.

#### Дело КПСС
В ноябре 1992 года Конституционный суд России принял постановление по «делу КПСС». Суд посчитал не соответствующими Конституции предписание Президента провести расследование фактов антиконституционной деятельности КП РСФСР и национализации собственности КПСС. Конституционными были признаны приостановка деятельности органов и организаций КП РСФСР и роспуск руководящих структур КПСС и КП РСФСР (но не оргструктур первичных парторганизаций, образованных по территориальному принципу).
Суд констатировал, что в лице Коммунистической партии Советского Союза в СССР господствовал режим неограниченной, опирающейся на насилие власти сравнительно небольшой группы партийных функционеров во главе с Политбюро ЦК КПСС под руководством Генерального секретаря. Высшие руководящие органы и должностные лица КПСС «действовали в подавляющем большинстве случаев втайне от рядовых членов КПСС, а нередко — и от ответственных партийных руководителей более низкого уровня и лиц партийного аппарата. На нижестоящих уровнях управления вплоть до района реальная власть принадлежала первым секретарям соответствующих партийных комитетов. Лишь на уровне первичных организаций КПСС имела черты общественного объединения, хотя производственный принцип формирования этих организаций ставил членов КПСС в зависимость от их руководства, тесно связанного с администрацией». Руководящие структуры КПСС были инициаторами, а структуры на местах — исполнителями «политики репрессий в отношении миллионов советских людей, в том числе в отношении депортированных народов».
Период правления КПСС характеризовался сращиванием аппаратов государственной власти и управления с аппаратом коммунистической партии. Руководящие структуры КПСС «присвоили государственно-властные полномочия и активно их реализовывали, препятствуя нормальной деятельности конституционных государственных органов». Руководители КПСС и работники её аппарата самостоятельно и, как правило, в нарушение действующего законодательства решали многие вопросы, входящие в компетенцию соответствующих органов государственной власти и управления. Благодаря фактическому и, во многих случаях, юридическому подчинению себе всех институтов государства, КПСС обладала надгосударственным суверенитетом в рамках советской государственной системы, ставившим КПСС над законом: её деятельность была неподнадзорна органам прокуратуры, в отношении имущества КПСС не осуществлялся финансовый контроль государства, имели место случаи неосновательного обогащения партии за счёт государства в нарушение союзного и республиканского законодательства.
Решение российского государственного руководства о ликвидации руководящих структур КПСС было продиктовано объективной необходимостью исключить возврат к прежнему положению и ликвидировать структуры, повседневная практика которых была основана на том, что КПСС занимала в государственном механизме положение, не согласующееся с основами конституционного строя страны и республик Союза ССР.

#### СКП—КПСС
26 марта 1993 года был в Москве проведён XXIX съезд КПСС, на котором было решено создать на базе бывшей партии Союз коммунистических партий — Коммунистическая партия Советского Союза (СКП—КПСС), российской секцией Союза компартий стала Коммунистическая партия Российской Федерации (воссозданная КП РСФСР). Одновременно была произведена реформа партийного аппарата — запрещённый российскими властями Центральный Комитет КПСС был заменён Советом СКП—КПСС.
Продолжили существовать и другие организации и партийные группы, как правило, возглавляемые бывшими членами старой советской КПСС, сохранившие наименование «КПСС», но не вошедшие в СКП-КПСС. Кроме того, с начала 1990-х годов неоднократно появлялись новые партии, которые объявляли себя преемниками КПСС, сохраняли старое наименование или давали партии новое название с аббревиатурой КПСС.

## Членство

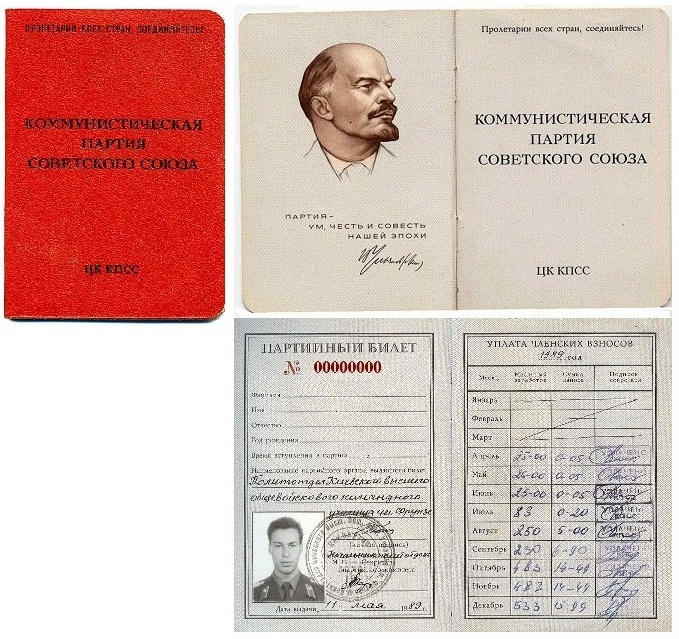
Партийный билет члена КПСС (1989 г.)

Значок «КПСС». «Членского значка КПСС» не существовало (в отличие от значка члена ВЛКСМ, пионера или октябрёнка)

Для вступления в КПСС требовались рекомендации двух членов партии (с партийным стажем не менее года). После одобрения этих рекомендаций беспартийный становился кандидатом в члены КПСС и ему выдавалась кандидатская карточка.
Количество требуемых рекомендаций изменялось исторически, а также (в 1920—1930-е годы) могло зависеть от социальной принадлежностии (две рекомендации, три, пять). Мог изменяться и срок кандидатского стажа (один год, два, три).
Все члены партии и кандидаты были обязаны ежемесячно платить партийные взносы. Отметки об уплате членских взносов указывались в Партийном билете.
В 1917 году численность РКП(б) составляла 350 тыс. чел. После смерти Ленина в 1924 был проведён массовый набор в партию рабочих («ленинский призыв»).
В 1923 году партия насчитывала 386 тыс. чел., в 1924 году 735 тыс. чел., в 1927 году 1 236 тыс., в 1930 году 1 971 тыс., в 1934 — 2 809 тыс. чел. Исследователь Маслов Н. Н. указывает, что за период 1920—1929 гг. численность рабочего класса за счёт восстановления промышленности до довоенного уровня выросла в 5 раз, в первую очередь за счёт деклассированной крестьянской молодёжи.  [значимость факта?] На 1927—1929 гг. каждый седьмой рабочий не умел читать и писать.  [значимость факта?]. Доля рабочих была особенно велика в партийных организациях крупных промышленных центров. Так, 78,9 % членов и кандидатов в члены партии в Ленинградской партийной организации (численность организации на 1 января 1926 года составляла 99843 человека) по данным на 1 июля 1926 года были из рабочих, а Ленинградская партийная организация имела наибольшее число рабочих в своих рядах по сравнению с другими партийными организациями СССР.
В 1937 году численность членов ВКП(б) составляла 1 453 828 человек.
По своему социальному составу на 1 января 1973 года 40,7 % членов КПСС являлись заводскими рабочими, 14,7 % — колхозниками.
Так как государственная идеология утверждала, что КПСС является партией трудового народа, при наборе новых членов партия старалась выдержать квоту, сохраняя в своих рядах определённый процент рядовых колхозников и заводских рабочих.
В связи с большой численностью партии, абсолютное большинство членов партии состояло из рядовых коммунистов.
К XXII съезду КПСС (1961) количество членов партии достигло 10 миллионов.
К XXIII съезду КПСС (1966) количество членов партии достигло числа 11 миллионов 673 тысячи 676.
До 1961 года кандидатский стаж в КПСС составлял 1 год для 1 категории (промышленные рабочие со стажем более 5 лет) и 2 года для всех прочих, кроме выходцев из других партий, для которых он был 3 года, с 1961 стаж в 1 год был для всех граждан. С 1961 года было запрещено продление кандидатского стажа. В марте 1990 года, с принятием нового Устава КПСС (последнего в её истории) на пленуме ЦК КПСС, кандидатский стаж был полностью отменён — для упрощения порядка приёма новых членов. Все кандидаты были автоматически переведены в члены партии. Причина состояла в том, что к тому моменту среди партийных интеллектуалов уже наметилась тенденция к выходу из КПСС.
На 1 января 1991 года численность членов КПСС составляла 16 516 066 членов и кандидатов в члены КПСС (согласно данным поданным в Минюст СССР при регистрации КПСС, они же опубликованы).
Особенностью КПСС являлась её организационная структура. В состав КПСС входили коммунистические партии четырнадцати из пятнадцати республик СССР, при этом крупнейшая из республик, РСФСР, не имела собственной компартии, и партийные организации на её территории подчинялись общесоюзным органам КПСС. Коммунистическая партия РСФСР была образована только в 1990 году, однако после августовского путча была запрещена указом президента РСФСР; восстановлена как КПРФ в 1993 году.

### Членские взносы
По уставу, утверждённому на XXII-м съезде КПСС (с частичными изменениями, внесёнными на XXIII-м съезде КПСС):
| Размер заработка (в месяц) | Размер членских взносов (в месяц) |
| -------------------------- | --------------------------------- |
| до 50 рублей               | 10 копеек                         |
| от 51 до 100 рублей        | 0,5 %                             |
| от 101 до 150 рублей       | 1,0 %                             |
| от 151 до 200 рублей       | 1,5 %                             |
| от 201 до 250 рублей       | 2,0 %                             |
| от 251 до 300 рублей       | 2,5 %                             |
| свыше 300 рублей           | 3,0 % месячного заработка         |

Вступительные взносы взимались при вступлении в кандидаты в члены партии (в размере 2 % месячного заработка).
По уставу, утверждённому на XXVII-м съезде КПСС:
| Размер заработка (в месяц) | Размер членских взносов (в месяц) |
| -------------------------- | --------------------------------- |
| до 70 рублей               | 10 копеек                         |
| от 71 до 100 рублей        | 20 копеек                         |
| от 101 до 150 рублей       | 1,0 %                             |
| от 151 до 200 рублей       | 1,5 %                             |
| от 201 до 250 рублей       | 2,0 %                             |
| от 250 до 300 рублей       | 2,5 %                             |
| свыше 300 рублей           | 3,0 % месячного заработка         |

Вступительные взносы взимались при вступлении в кандидаты в члены партии (в размере 2 % месячного заработка).
Сталинские репрессии
В ходе большого террора и в другие периоды сталинизма член партии автоматически исключался одновременно с арестом. После смерти Сталина широко практиковалось посмертное восстановление в партии ранее репрессированных членов КПСС.

## Программа
Партия в своей истории имела три программы: первая (1903 года) — для периода борьбы за победу буржуазно-демократической и социалистической революций; вторая (1919 года) — для периода построения социализма; в 1961 году была принята третья программа — строительства коммунизма. Новая редакция программы 1961 года (фактически новая программа партии) была принята в 1986 году. Основной причиной этого стала утопичность программы 1961 года, обещавшей построить коммунизм к 1980 году.

## Устав
Устав определял права и обязанности членов КПСС, её организационные принципы, нормы внутрипартийной жизни и методы её практической деятельности.

## Гимны
- Интернационал (официальный)
- Гимн партии большевиков (неофициальный)

## Организационная структура

Значок делегата XXIV съезда партии (1971 год)

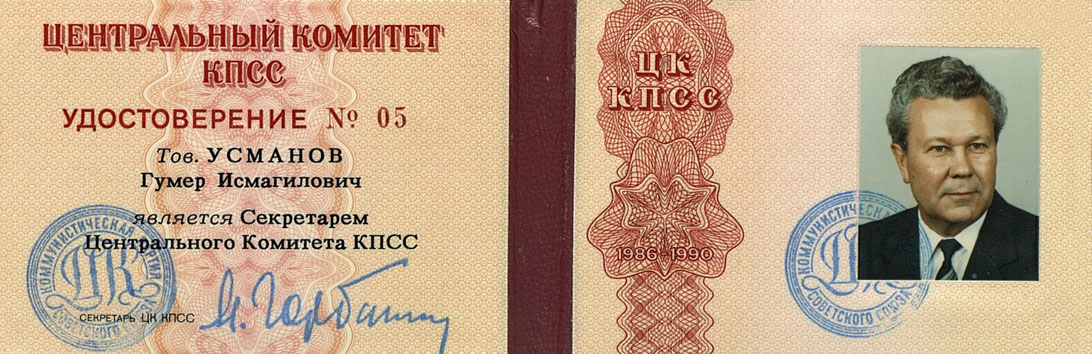
Служебное удостоверение одного из секретарей ЦК КПСС Г. И. Усманова

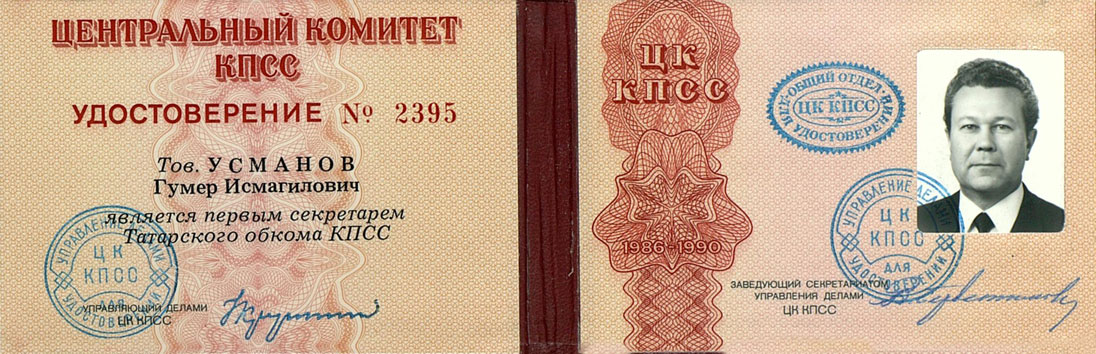
Удостоверение первого секретаря областного комитета КПСС при ЦК в республике Татарстан Г. И. Усманова

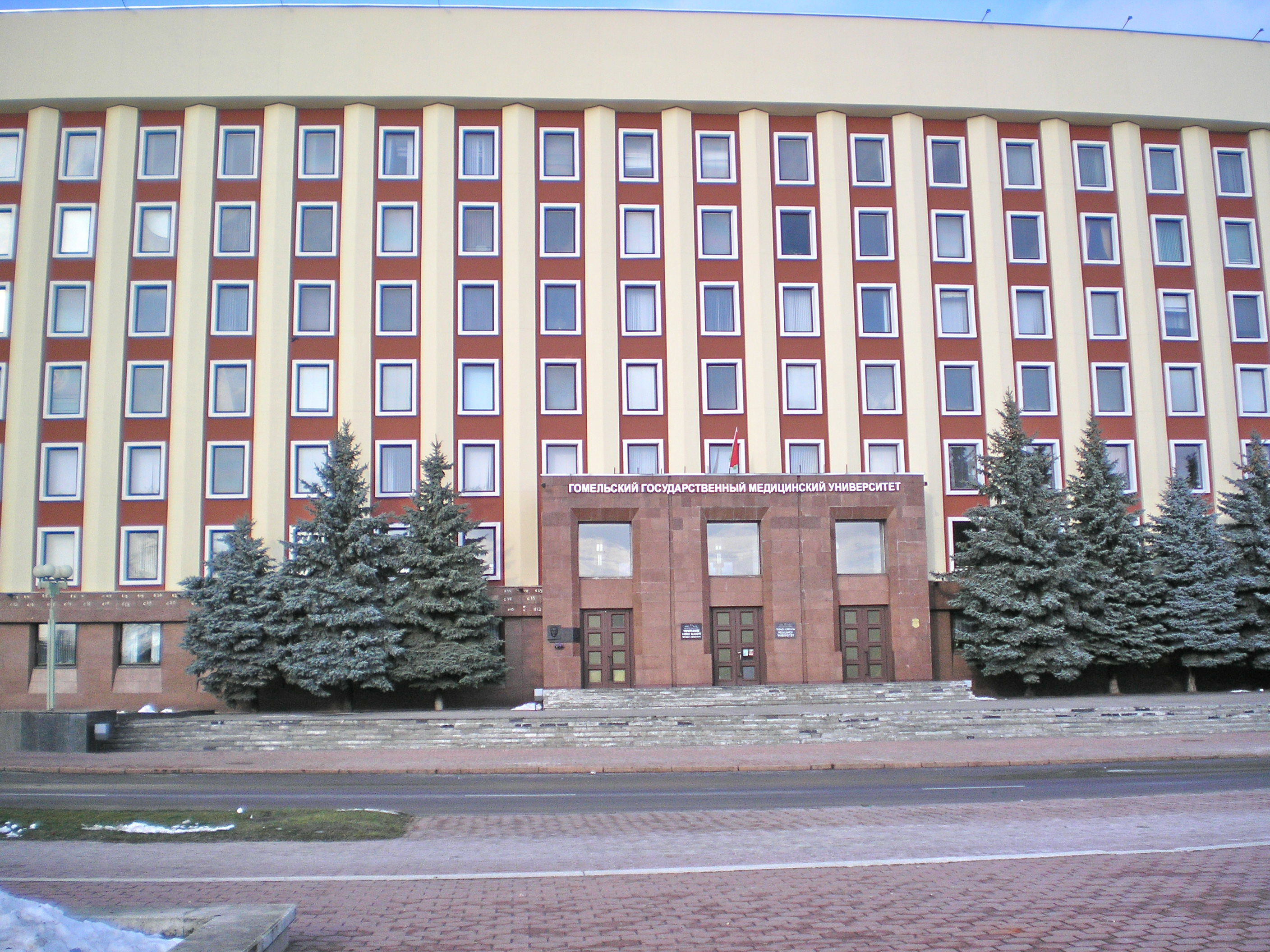
Бывшее здание Обкома КПСС, ныне главный корпус Гомельского государственного медицинского университета

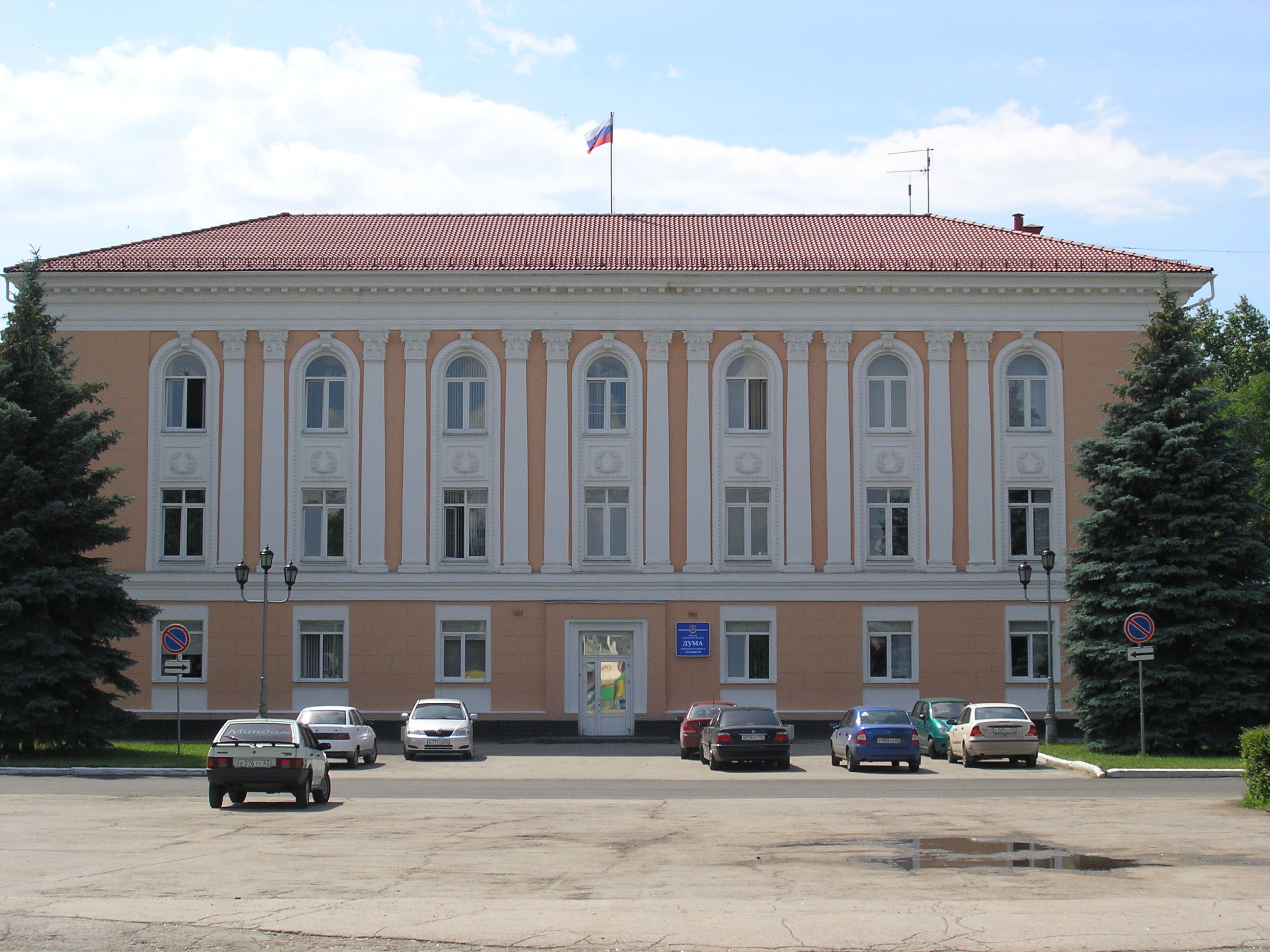
Бывшее здание Горкома КПСС, ныне здание Думы г.о. Тольятти

КПСС строилась по территориально-производственному признаку и состояла из республиканских, областных и краевых организаций, которые состояли из районных и городских организаций и первичных организаций на правах районных, городские организации городов областного подчинения с районным делением — из районных организаций в городах, районные; районные в городах и городские организации городов областного подчинения без районного деления — из производственных первичных организаций и территориальных первичных организаций, первичные организации на правах районных — из цеховых организаций. Высшим органом КПСС являлся съезд, между съездами — избираемый им Центральный комитет (ЦК), между пленумами ЦК — Политическое бюро ЦК, высший исполнительный орган — Секретариат ЦК, высший контрольный орган — Комитет партийного контроля, высший аудиторский орган — Центральная ревизионная комиссия. 
Коммунистические партии союзных республик
Коммунистические партии союзных республик существовали во всех союзных республик (кроме РСФСР) и действовали на правах республиканских организаций. Высший орган коммунистической партии союзной республики — съезд, между съездами — избираемый им центральный комитет (ЦК), между пленумами ЦК — избираемое им бюро ЦК, исполнительный орган — секретариат ЦК. Для координации деятельности партийных организаций на территории РСФСР дважды создавались специальные Бюро ЦК КПСС по РСФСР (1956—1966 годы) и Российское бюро ЦК КПСС (1989—1990 годы).
| Республика                                                    | Партия                                                 |
| ------------------------------------------------------------- | ------------------------------------------------------ |
| Российская Советская Федеративная Социалистическая Республика | Коммунистическая партия РСФСР (с 1990 года)            |
| Украинская Советская Социалистическая Республика              | Коммунистическая партия Украины                        |
| Белорусская Советская Социалистическая Республика             | Коммунистическая партия Белоруссии                     |
| Узбекская Советская Социалистическая Республика               | Коммунистическая партия Узбекистана                    |
| Казахская Советская Социалистическая Республика               | Коммунистическая партия Казахстана                     |
| Грузинская Советская Социалистическая Республика              | Коммунистическая партия Грузии                         |
| Азербайджанская Советская Социалистическая Республика         | Коммунистическая партия Азербайджана                   |
| Литовская Советская Социалистическая Республика               | Коммунистическая партия Литвы                          |
| Молдавская Советская Социалистическая Республика              | Коммунистическая партия Молдавии                       |
| Латвийская Советская Социалистическая Республика              | Коммунистическая партия Латвии                         |
| Киргизская Советская Социалистическая Республика              | Коммунистическая партия Киргизии                       |
| Таджикская Советская Социалистическая Республика              | Коммунистическая партия Таджикистана                   |
| Армянская Советская Социалистическая Республика               | Коммунистическая партия Армении                        |
| Туркменская Советская Социалистическая Республика             | Коммунистическая партия Туркменистана                  |
| Эстонская Советская Социалистическая Республика               | Коммунистическая партия Эстонии                        |
| Карело-Финская Советская Социалистическая Республика          | Коммунистическая партия Карело-Финской ССР (1940—1956) |

Областные организации
Областные организации КПСС существовали во всех АССР и областях, краевые — во всех краях, окружные — во всех автономных округах, городские организации в городах республиканского подчинения союзных республик с республиканским делением действовали на правах областных организаций. Высший орган областной организации — областная конференция, между областной конференцией — избираемый ею областной комитет (обком), между пленумами обкома — избираемое им бюро обкома.
Районные организации
Районные организации действовали в районах и районах в городах, городские организации — в городах областного, краевого или республиканского (в АССР или союзной республики без областного деления) подчинения. Высший орган районной организации — районная конференция, между районными конференциями — избираемый ею районный комитет (райком), между пленумами райкома — избираемое им бюро райкома.
Первичные организации КПСС на правах районных
Первичные организации КПСС на правах районных действовали на крупных заводах и фабриках. Высший орган первичной организации — конференция первичной организации, между конференциями первичной организации — комитет первичной организации, секретарь которого был освобождённым.
Производственные первичные организации КПСС
Производственные первичные организации действовали на заводах, фабриках, в колхозах, совхозах, университетах, училищах и воинских частях. Высший орган производственной первичной организации — общее собрание, между ними — избираемое ею бюро, в небольших производственных первичных организациях — секретарь (до 1972 года — партийные организаторы).
Территориальные первичные организации КПСС
Территориальные первичные организации действовали при домкомах, уличкомах и жилищных кооперативах. Высший орган территориальной первичной организации — общее собрание, между ними — избираемое ею бюро, в небольших территориальных первичных организациях — секретарь.
Цеховые организации КПСС
Цеховые организации действовали в подразделениях предприятий и учреждений. Высший орган цеховой организации — общее собрание, между ними — избираемый им бюро, в небольших цеховых организациях — секретарь.
Группы КПСС
Группы действовали в производственных звеньях. Высший орган группы — общее собрание, между ними — избираемый ею групповой организаторы.

### Партийный аппарат

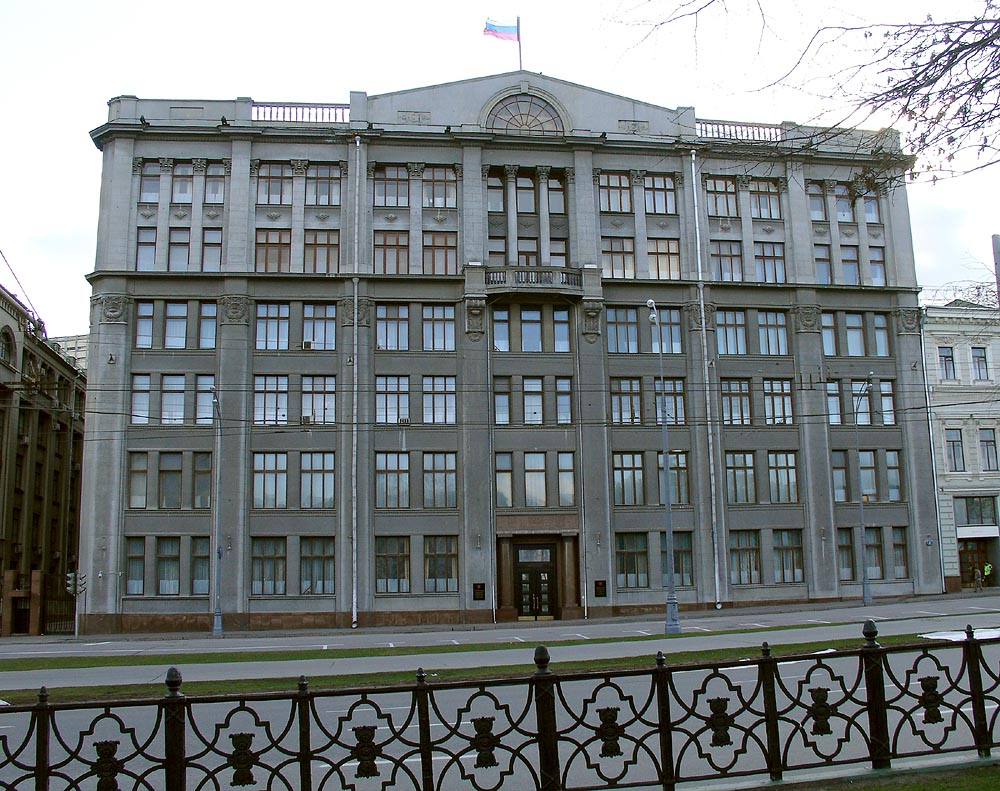
Здание Центрального комитета КПСС, ныне здание Администрации президента России

Во всех партийный комитетах (цеховых, районных, окружных, городских, областных, краевых, центральных комитетах республиканских компартий и Центральном Комитете КПСС) существовала одинаковая структура партийного аппарата:
- инструкторы
- секторы
- отделы
- секретари
- бюро

Особое положение занимал ЦК КПСС, который обладал более сложной и более часто меняющейся структурой отделов, чем нижестоящие комитеты. Так, в ЦК КПСС, помимо отделов, существовали управления, комиссии и обособленные структурные подразделения, а сами отделы были организованы не только по отраслевому, но и по территориальному признаку — например, существовал Отдел лёгкой и пищевой промышленности ЦК КПСС по РСФСР. К 1991 году структура аппарата ЦК КПСС приняла следующий вид:
- отдел ЦК КПСС по связям с общественно-политическими организациями
- государственно-правовой отдел ЦК КПСС
- отдел ЦК КПСС по законодательным инициативам и правовым вопросам
- отдел национальной политики ЦК КПСС
- отдел аграрной политики ЦК КПСС
- оборонный отдел ЦК КПСС
- международный отдел ЦК КПСС
- организационный отдел ЦК КПСС
- гуманитарный отдел ЦК КПСС
- идеологический отдел ЦК КПСС
- отдел социально-экономической политики ЦК КПСС
- общий отдел ЦК КПСС
- Управление делами ЦК КПСС

Всего в 1917—1991 гг. в аппарате ЦК КПСС существовали следующие подразделения:
- Агитационно-пропагандистский отдел ЦК РКП(б) — ВКП(б) (1920—1928)
- Аграрный отдел ЦК КПСС (1988—1990)
- Административный отдел ЦК ВКП(б) — КПСС (1948—1953)
- Административный отдел ЦК КПСС (1954 —)
- Государственно-правовой отдел ЦК КПСС (1988—1990)
- Гуманитарный отдел ЦК КПСС (1990—1991)
- Идеологический отдел ЦК КПСС (1962—1965)
- Идеологический отдел ЦК КПСС (1988—1991)
- Идеологический отдел ЦК КПСС по промышленности РСФСР (1962—1964)
- Идеологический отдел ЦК КПСС по сельскому хозяйству РСФСР (1962—1964)
- Издательский отдел ЦК РКП(б) (1919 —)
- Иностранный отдел ЦК ВКП(б) (1943 —)
- Инспекторско-разъездной отдел ЦК РКП(б) (1919—1920)
- Информационно-статистический отдел ЦК РКП(б) (1919—1920)
- Информационный отдел ЦК РКП(б) — ВКП(б) (1924—1930)
- Международный отдел ЦК КПСС (1988—1991)
- Международный отдел ЦК КПСС по связям с коммунистическими партиями капиталистических стран (1957—1988)
- Оборонный отдел ЦК КПСС (1988—1991)
- Общий отдел ЦК РКП(б) (1919)
- Общий отдел ЦК КПСС (1953—1991)
- Организационно-инструкторский отдел ЦК РКП(б) (1919—1924)
- Организационно-инструкторский отдел ЦК ВКП(б) (1930—1934)
- Организационно-инструкторский отдел ЦК ВКП(б) (1939—1946)
- Организационно-распределительный отдел ЦК РКП(б) — ВКП(б) (1924—1930)
- Организационный отдел ЦК КПСС (1990—1991)
- Отдел агитации Управления пропаганды и агитации ЦК ВКП(б) (1939—1947)
- Отдел агитации и массовых кампаний ЦК ВКП(б) (1930—1934)
- Отдел агитации, пропаганды и печати ЦК ВКП(б) (1928—1930)
- Отдел агитационно-массовой работы Управления пропаганды и агитации ЦК ВКП(б) (1947—1948)
- Отдел административно-хозяйственных и профсоюзных кадров ЦК ВКП(б) (1930—1934)
- Отдел административных и торгово-финансовых органов ЦК КПСС (1953—1954)
- Отдел административных и торгово-финансовых органов ЦК КПСС по РСФСР (1956—1962)
- Отдел административных органов ЦК КПСС ( — 1988)
- Отдел административных органов ЦК КПСС по РСФСР (1962—1966)
- Отдел бумажной промышленности Управления пропаганды и агитации ЦК ВКП(б) (1945—1947)
- Отдел внешней политики ЦК ВКП(б) (1945—1948)
- Отдел внешнеполитической пропаганды ЦК КПСС (1978—1982)
- Отдел внешних сношений ЦК ВКП(б) (1948—1949)
- Отдел высших учебных заведений Управления кадров ЦК ВКП(б) ( — 1948)
- Отдел единого партбилета и партийной статистики Управления по проверке партийных органов ЦК ВКП(б) (1946—1948)
- Отдел естественных и технических наук и высших учебных заведений ЦК ВКП(б) — КПСС (1952—1953)
- Отдел заграничных кадров ЦК КПСС (1965—1973)
- Отдел здравоохранения, социального обеспечения и физической культуры ЦК КПСС (1962)
- Отдел издательств Управления пропаганды и агитации ЦК ВКП(б) (1945—1947)
- Отдел информации ЦК РКП(б) (1920—1921)
- Отдел информации ЦК КПСС (1958—1959)
- Отдел информации ЦК КПСС (1965—1968)
- Отдел искусств Управления пропаганды и агитации ЦК ВКП(б) (1947—1948)
- Отдел истории партии ЦК РКП(б) — ВКП(б) (1920—1928)
- Отдел кадров дипломатических и внешнеторговых органов ЦК ВКП(б) — КПСС (1949—1962)
- Отдел кадров дипломатических и внешнеэкономических органов ЦК КПСС (1962—1965)
- Отдел кадров Наркомата обороны Управления кадров ЦК ВКП(б) (1940)
- Отдел кадров партийных органов Управления кадров ЦК ВКП(б) (1946—1948)
- Отдел кадров советских органов Управления кадров ЦК ВКП(б) (1946—1947)
- Отдел кадров тяжёлого машиностроения Управления кадров ЦК ВКП(б) (1939—1944)
- Отдел кадров угольной промышленности Управления кадров ЦК ВКП(б) (1941—1948)
- Отдел кадров чёрной металлургии Управления кадров ЦК ВКП(б) (1940—1943)
- Отдел кинематографии Управления пропаганды и агитации ЦК ВКП(б) (1943—1947)
- Отдел кинематографии Управления пропаганды и агитации ЦК ВКП(б) (1948)
- Отдел культурно-просветительских учреждений Управления пропаганды и агитации ЦК ВКП(б) (1939—1948)
- Отдел культурно-просветительской работы ЦК ВКП(б) (1935—1939)
- Отдел культуры ЦК КПСС (1955—1962)
- Отдел культуры ЦК КПСС (1965—1988)
- Отдел культуры и пропаганды ЦК ВКП(б) (1930—1934)
- Отдел культуры и пропаганды ленинизма ЦК ВКП(б) (1934—1935)
- Отдел лёгкой и пищевой промышленности ЦК КПСС (1958—1962)
- Отдел лёгкой и пищевой промышленности ЦК КПСС (1965—1983)
- Отдел лёгкой и пищевой промышленности ЦК КПСС по РСФСР (1962)
- Отдел лёгкой, пищевой промышленности и торговли ЦК КПСС (1962—1965)
- Отдел лёгкой, пищевой промышленности и торговли ЦК КПСС по РСФСР (1962—1966)
- Отдел лёгкой и пищевой промышленности ЦК КПСС (1965—1983)
- Отдел лёгкой промышленности и товаров народного потребления ЦК КПСС (1983—1988)
- Отдел лесной и бумажной промышленности Управления кадров ЦК ВКП(б) (1946—1947)
- Отдел литературы Управления пропаганды и агитации ЦК ВКП(б) (1947—1948)
- Отдел марксистско-ленинской подготовки и переподготовки партийных кадров Управления пропаганды и агитации ЦК ВКП(б) (1939—1947)
- Отдел машиностроения ЦК ВКП(б) — КПСС (1948—1952)
- Отдел машиностроения ЦК КПСС (1954—1988)
- Отдел машиностроения ЦК КПСС по РСФСР (1962—1966)
- Отдел международной информации ЦК КПСС (1982—1986)
- Отдел международной политики ЦК ВКП(б) (1943—1945)
- Отдел местных газет Управления пропаганды и агитации ЦК ВКП(б) (1945—1948)
- Отдел науки Управления пропаганды и агитации ЦК ВКП(б) (1942—1948)
- Отдел науки, высших учебных заведений и школ ЦК КПСС (1955—1962)
- Отдел науки и высших учебных заведений ЦК ВКП(б) (1950—1952)
- Отдел науки и культуры ЦК КПСС (1953—1955)
- Отдел науки и учебных заведений ЦК КПСС (1965—1988)
- Отдел науки и учебных заведений ЦК КПСС по РСФСР (1964—1966)
- Отдел науки, научно-технических изобретений и открытий ЦК ВКП(б) (1935 —)
- Отдел науки, школ и культуры ЦК КПСС по РСФСР (1956—1962)
- Отдел национальной политики ЦК КПСС (1990—1991)
- Отдел оборонной промышленной ЦК КПСС (1954—1988)
- Отдел организационно-партийной работы ЦК КПСС (1965—1988)
- Отдел организационно-партийной работы ЦК КПСС по РСФСР (1965—1966)
- Отдел партийного строительства и кадровой политики ЦК КПСС (1988—1990)
- Отдел партийной информации Управления по проверке партийных органов ЦК ВКП(б) (1946—1948)
- Отдел партийной пропаганды Управления пропаганды и агитации ЦК ВКП(б) (1939—1948)
- Отдел партийной пропаганды и агитации ЦК ВКП(б) (1935—1938)
- Отдел партийных органов ЦК КПСС по РСФСР (1954—1962)
- Отдел партийных органов ЦК КПСС по РСФСР (1964—1965)
- Отдел партийных органов ЦК КПСС по промышленности РСФСР (1962—1964)
- Отдел партийных органов ЦК КПСС по сельскому хозяйству РСФСР (1962—1964)
- Отдел партийных органов ЦК КПСС по союзным республикам (1954—1965)
- Отдел партийных, профсоюзных и комсомольских органов ЦК ВКП(б) — КПСС (1948—1954)
- Отдел печати Управления кадров ЦК ВКП(б) (1947)
- Отдел печати Управления пропаганды и агитации ЦК ВКП(б) (1939—1947)
- Отдел печати ЦК РКП(б) — ВКП(б) (1924—1928)
- Отдел печати и издательств ЦК ВКП(б) (1935—1938)
- Отдел писем ЦК КПСС (1978—1985)
- Отдел плановых и финансовых органов ЦК КПСС (1965—1982)
- Отдел по авиационному моторостроению Управления кадров ЦК ВКП(б) (1930—1934)
- Отдел ЦК КПСС по вопросам работы Президиума Верховного Совета СССР (1963—1965)
- Отдел ЦК КПСС по законодательным инициативам и правовым вопросам (1990—1991)
- Отдел по организационно-уставным вопросам Управления по проверке партийных органов ЦК ВКП(б) (1946—1948)
- Отдел ЦК КПСС по промышленности, перерабатывающей сельскохозяйственное сырьё (1962—1965)
- Отдел ЦК РКП(б) по работе в деревне (1919—1921)
- Отдел ЦК ВКП(б) по работе в деревне (1928—1930)
- Отдел ЦК КПСС по работе с заграничными кадрами и выездам за границу (1973—1988)
- Отдел ЦК РКП(б) — ВКП(б) по работе среди женщин (1919—1926)
- Отдел ЦК КПСС по руководству делом подбора и распределения кадров во всех партийных, общественных и государственных органах (1952—1955)
- Отдел ЦК КПСС по связям с зарубежными коммунистическими партиями (1953—1957)
- Отдел ЦК КПСС по связям с коммунистическими и рабочими партиями социалистических стран (1957—1988)
- Отдел ЦК КПСС по связям с коммунистическими партиями (1953—1957)
- Отдел ЦК КПСС по связям с общественно-политическими организациями (1990—1991)
- Отдел ЦК КПСС по экономическому сотрудничеству с социалистическими странами (1962—1965)
- Отдел полиграфии и бумаги Управления пропаганды и агитации ЦК ВКП(б) (1942—1945)
- Отдел полиграфической промышленности Управления пропаганды и агитации ЦК ВКП(б) (1945—1947)
- Отдел промышленности вооружения Управления кадров ЦК ВКП(б) ( — 1948)
- Отдел промышленности по переработке сельскохозяйственного сырья и торговли ЦК КПСС по РСФСР (1962—1964)
- Отдел промышленности товаров широкого потребления и продовольственных товаров ЦК КПСС (1954—1958)
- Отдел пропагандистских групп Управления пропаганды и агитации ЦК ВКП(б) (1942—1947)
- Отдел пропаганды и агитации ЦК ВКП(б) — КПСС (1948—1956)
- Отдел пропаганды и агитации ЦК КПСС (1965—1988)
- Отдел пропаганды и агитации (устной и печатной) ЦК ВКП(б) (1938—1939)
- Отдел пропаганды и агитации ЦК КПСС по РСФСР (1956—1962)
- Отдел пропаганды и агитации ЦК КПСС по РСФСР (1964—1966)
- Отдел пропаганды и агитации ЦК КПСС по союзным республикам (1956—1962)
- Отдел пропаганды марксизма-ленинизма в вузах Управления пропаганды и агитации ЦК ВКП(б) (1942—1947)
- Отдел работниц и крестьянок ЦК ВКП(б) (1926—1930)
- Отдел радиовещания и радиофикации Управления пропаганды и агитации ЦК ВКП(б) (1944—1947)
- Отдел радиофикации и радиовещания Управления пропаганды и агитации ЦК ВКП(б) (1948)
- Отдел руководящих партийных органов ЦК ВКП(б) (1934—1939)
- Отдел самолётостроения Управления кадров ЦК ВКП(б) (1946)
- Отдел сельского хозяйства и пищевой промышленности ЦК КПСС (1983—1988)
- Отдел сельскохозяйственного машиностроения ЦК КПСС (1980—1985)
- Отдел социально-экономической политики ЦК КПСС (1990—1991)
- Отдел среднего машиностроения Управления кадров ЦК ВКП(б) (1939—1943)
- Отдел строительства ЦК КПСС (1954—1988)
- Отдел строительства ЦК КПСС по РСФСР (1962—1966)
- Отдел торговли и бытового обслуживания ЦК КПСС (1965—1988)
- Отдел торгово-финансовых и плановых органов ЦК КПСС (1954—1962)
- Отдел торговых и финансовых органов ЦК КПСС (1962)
- Отдел транспорта и связи ЦК КПСС (1954—1988)
- Отдел тяжёлой промышленности ЦК ВКП(б) — КПСС (1948—1952)
- Отдел тяжёлой промышленности ЦК КПСС (1954—1983)
- Отдел тяжёлой промышленности и энергетики ЦК КПСС (1983—1988)
- Отдел тяжёлой промышленности, транспорта и связи ЦК КПСС по РСФСР (1962—1966)
- Отдел философских и правовых наук и высших учебных заведений ЦК ВКП(б) — КПСС (1952—1953)
- Отдел химической промышленности ЦК КПСС (1962—1988)
- Отдел художественной литературы Управления пропаганды и агитации ЦК ВКП(б) (1943—1948)
- Отдел художественной литературы и искусства ЦК ВКП(б) — КПСС (1950—1953)
- Отдел цветной металлургии Управления кадров ЦК ВКП(б) (1939—1943)
- Отдел центральных газет Управления пропаганды и агитации ЦК ВКП(б) (1947—1948)
- Отдел школ ЦК ВКП(б) (1935—1946)
- Отдел школ Управления пропаганды и агитации ЦК ВКП(б) (1946—1948)
- Отдел школ ЦК ВКП(б) — КПСС (1950—1956)
- Отдел экономических и исторических наук и высших учебных заведений ЦК ВКП(б) — КПСС (1952—1953)
- Планово-торгово-финансовый отдел ЦК ВКП(б) — КПСС (1948—1953)
- Планово-финансово-торговый отдел ЦК ВКП(б) (1934—1939)
- Политико-административный отдел ЦК ВКП(б) (1934—1939)
- Производственный отдел партийных издательств Управления делами ЦК КПСС (1989)
- Промышленно-транспортный отдел ЦК КПСС (1952—1954)
- Промышленно-транспортный отдел ЦК КПСС по РСФСР (1956—1962)
- Промышленный отдел ЦК ВКП(б) (1934 —)
- Распределительный отдел ЦК ВКП(б) (1930)
- Секретно-оперативный отдел ЦК РКП(б) (1920—1921)
- Секретный отдел ЦК ВКП(б) (1926—1934)
- Сельскохозяйственный отдел ЦК ВКП(б) (1932—1946)
- Сельскохозяйственный отдел ЦК ВКП(б) — КПСС (1948—1954)
- Сельскохозяйственный отдел ЦК КПСС (1965—1983)
- Сельскохозяйственный ЦК КПСС по РСФСР (1954—1966)
- Сельскохозяйственный отдел ЦК КПСС по союзным республикам (1954—1965)
- Социально-экономический отдел ЦК КПСС (1988—1990)
- Статистический отдел ЦК РКП(б) — ВКП(б) (1921—1930)
- Транспортный отдел ЦК ВКП(б) (1934 —)
- Транспортный отдел ЦК ВКП(б) (1942—1946)
- Транспортный отдел ЦК ВКП(б) — КПСС (1948—1952)
- Учётно-распределительный отдел ЦК РКП(б) (1919—1924)
- Учётный отдел ЦК ВКП(б) (1932—1934)
- Учётный отдел Управления кадров ЦК ВКП(б) (1946—1948)
- Финансово-бюджетный отдел Управления делами ЦК КПСС (1989)
- Финансовый отдел ЦК РКП(б) — ВКП(б) (1919—1927)
- Школьно-просветительный отдел ЦК РКП(б) (1919)
- Экономический отдел ЦК КПСС (1982—1988)
- Особый сектор ЦК ВКП(б) — КПСС (1934—1953)
- Главное управление специальной службы при ЦК ВКП(б) — КПСС (1949—1953)
- Внешнеполитическая комиссия ЦК ВКП(б) — КПСС (1949—1952)
- Идеологическая комиссия ЦК КПСС (1958—1966)
- Идеологическая комиссия ЦК КПСС (1988—1990)
- Комиссия по выездам за границу при ЦК ВКП(б) — КПСС (1950—1960)
- Комиссия по выездам за границу при ЦК КПСС (1967—1973)
- Комиссия ЦК КПСС по вопросам аграрной политики (1988—1990)
- Комиссия ЦК КПСС по вопросам международной политики (1988—1990)
- Комиссия ЦК КПСС по вопросам партийного строительства и кадровой политики (1988—1990)
- Комиссия ЦК КПСС по вопросам правовой политики (1988—1990)
- Комиссия ЦК КПСС по вопросам социально-экономической политики (1988—1990)
- Комиссия ЦК КПСС по организационным и партийным вопросам (1962—1965)
- Комиссия ЦК КПСС по связям с иностранными коммунистическими партиями (1952—1953)
- Постоянная идеологическая комиссия ЦК КПСС (1990—1991)
- Постоянная комиссия ЦК КПСС по аграрной политике (1990—1991)
- Постоянная комиссия ЦК КПСС по вопросам женщин и семьи (1990—1991)
- Постоянная комиссия ЦК КПСС по национальной политике (1990—1991)
- Постоянная комиссия ЦК КПСС по обновлению деятельности первичных партийных организаций (1990—1991)
- Постоянная комиссия ЦК КПСС по проблемам международной политики (1990—1991)
- Постоянная общественно-политическая комиссия ЦК КПСС (1990—1991)
- Постоянная социально-экономическая комиссия ЦК КПСС (1990—1991)
- Центральный архив материалов о кадрах ЦК ВКП(б) — КПСС (1948—1953)
- Центр обработки информации при Отделе торгово-финансовых и плановых органов — Экономическом — Социально-экономическом отделе — Отделе Социально-экономической политики ЦК КПСС (1970—1991)
- Институт В. И. Ленина при ЦК РКП(б) — ВКП(б) (1923—1931)
- Институт К. Маркса и Ф. Энгельса при ВЦИК — ЦИК СССР (1921—1931)
- Институт Маркса-Энгельса-Ленина при ЦК ВКП(б) — КПСС (1931—1953)
- Институт Маркса-Энгельса-Ленина-Сталина при ЦК КПСС (1953—1956)
- Институт марксизма-ленинизма при ЦК КПСС (1956—1991)
- Газета «Правда» (1917—1991)

## Партийный контроль

### КПСС в государственных и общественных институтах СССР

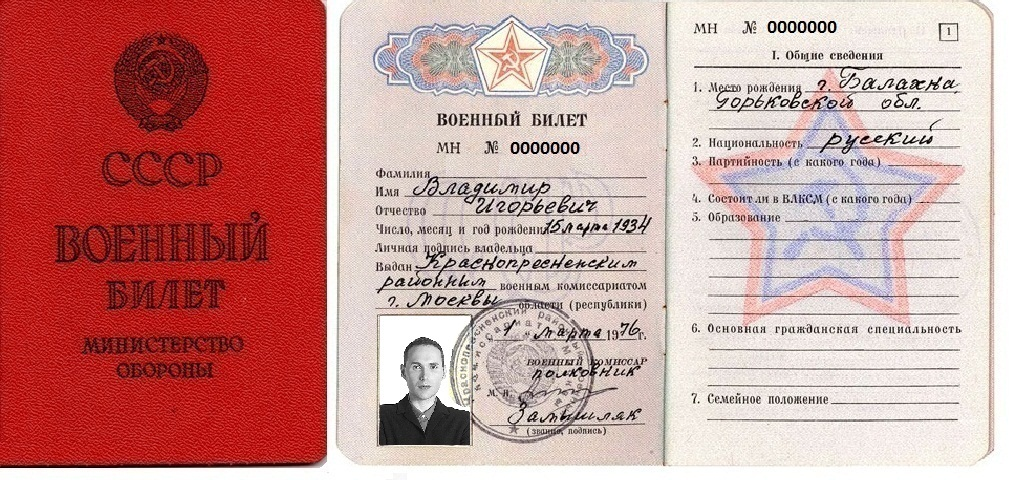
Военный билет «СА». Пункт № 3 — партийная принадлежность (ввиду однопартийной системы указывалась КПСС), пункт № 4 — с какого года член ВЛКСМ
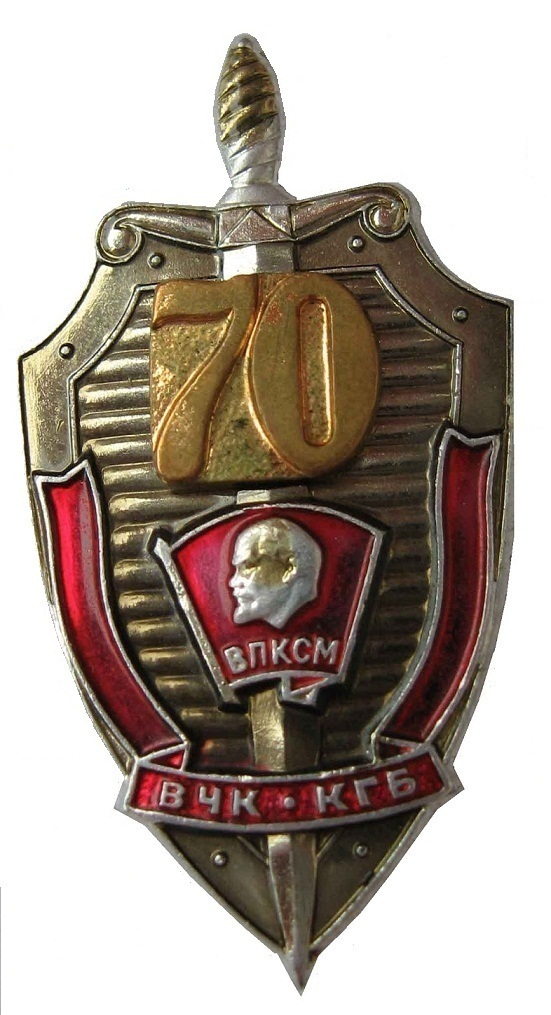
Значок «70 лет Комсомолу КГБ»

### Силовые ведомства
Руководство КПСС уделяло особое внимание своим государственным силовым ведомствам. В частности, в обязанности Комитета государственной безопасности СССР (КГБ СССР) входила охрана руководителей КПСС и Правительства СССР, организация и обеспечение правительственной связи, а также борьба с национализмом, инакомыслием и антисоветской деятельностью. Также в задачу КГБ входило обеспечение Центрального комитета КПСС и высших органов государственной власти и управления СССР информацией, затрагивающей государственную безопасность и оборону страны, социально-экономическое положение в Советском Союзе и вопросы внешнеполитической и внешнеэкономической деятельности советского государства и коммунистической партии. Официальный девиз КГБ — «Верность партии — верность Родине» — означал, что верность партии — это верность Советской Родине. Все сотрудники КГБ были обязаны с ранних лет быть членами комсомола (ВЛКСМ) и Коммунистической партии Советского Союза.
Партийный контроль также был на государственном уровне в советской армии, в частности, Министерство обороны СССР выдавало призывникам военные билеты, где обязательными пунктами указывалось наличие членства в партии и комсомоле. Местные комитеты комсомола, где был закреплён комсомолец, (член ВЛКСМ), выдавали комсомольские путёвки для прохождения срочной военной службы. В каждой воинской части и военных учебных заведениях существовали партийные и комсомольские ячейки, замполиты и политруки (заместители командиров по идеологической и воспитательной работе с личным составом). В частях находились партийные комнаты (красный уголок). Офицерский состав был обязан состоять в партии. Аналогичный партийный контроль был в управлениях и отделениях МВД СССР.

## Молодёжные организации КПСС

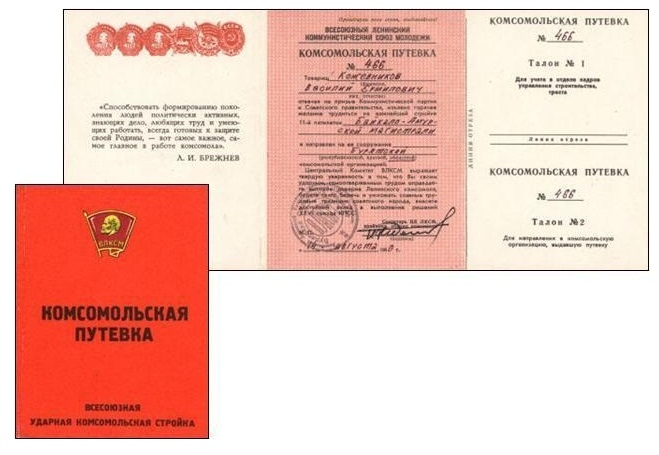
Комсомольская путёвка — направление на работу на ударной комсомольской стройке, в данном случае на Байкало-Амурскую магистраль

Для воспитания будущих строителей коммунизма в духе идей марксизма-ленинизма и патриотизма к Советской родине на государственном уровне существовала детская Всесоюзная пионерская организация и молодёжная комсомольская организация ВЛКСМ (комсомол), деятельность которых носила государственный и всеохватывающий характер. Пионерские дружины существовали в каждой школе, приём осуществлялся с 9 лет. До пионерской организации дети с 7 лет принимались пионерами в младшие группы октябрят.
В средних образовательных учреждениях дружины пионерской организацией делились: «школа — дружина», «класс — отряд». Как правило, пионерские дружины носили имена героев. Пионерская организация бесплатно, массово обеспечивала советских детей внешкольным досугом с помощью всевозможных тематических кружков, клубов и Дворцов пионеров. Школьные пионерские отряды делились на звенья по 4-7 пионеров в каждом, члены звеньев оказывали друг другу взаимопомощь в учёбе, звенья, отряды и дружины соревновались друг с другом за лучшие показатели в учёбе, поведении, сборе металлолома и макулатуры и т. д.

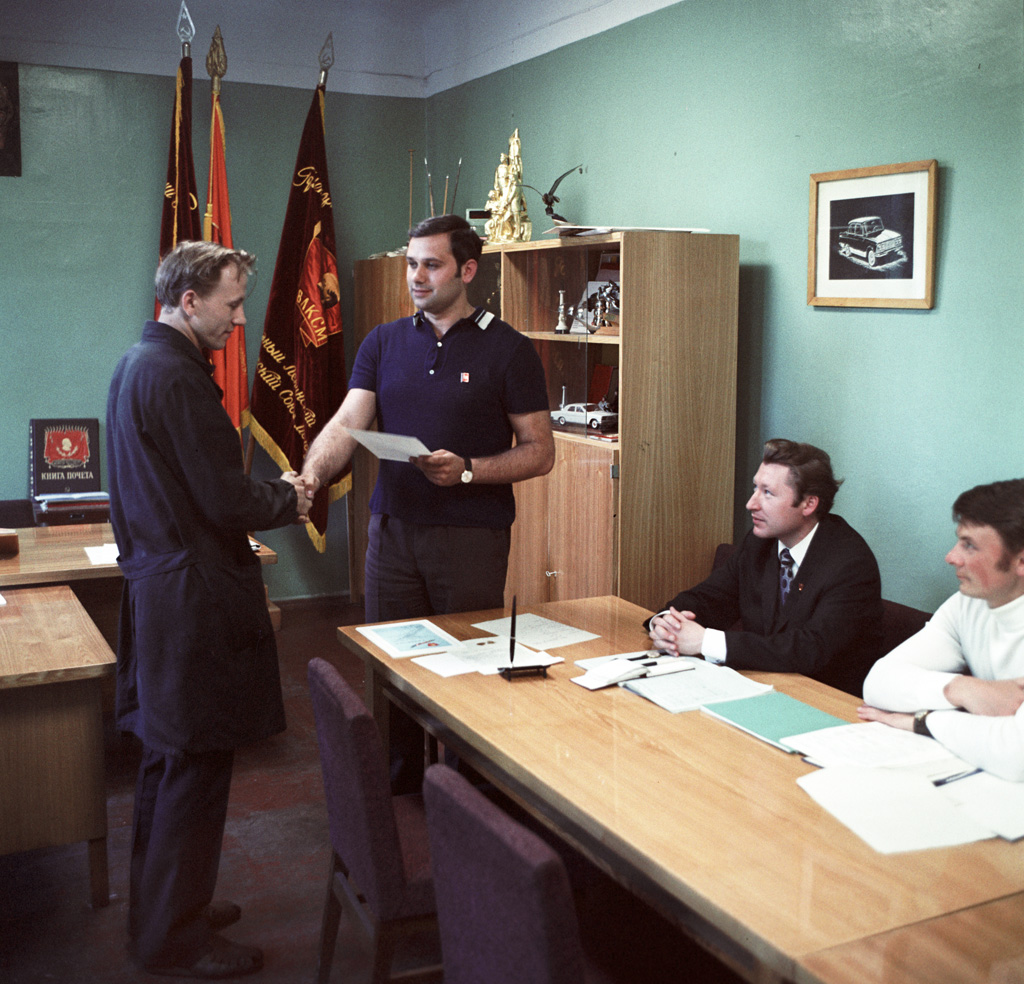
Секретарь комитета комсомола автозавода АЗЛК вручает почётную грамоту комсомольцу-механику

Большое внимание партия уделяла оздоровлению подрастающего поколения. Летом пионеры направлялись в загородные пионерские лагеря, созданные по типу санаторно-курортного летнего отдыха. Пионеры брали шефство над юными октябрятами.
С 14 лет пионеры принимались в комсомол (молодёжную организацию ВЛКСМ). После окончания школы и поступления комсомольца в среднее профессиональное, специальное, техническое или высшее учебное заведение (училище, техникум, институт) комсомолец закреплялся в местной комсомольской ячейке своего учебного заведения и участвовал в общественной и культурной деятельности.
В школах комсомольцы брали шефство над пионерами, из комсомольцев формировался вожатский состав в летние пионерские лагеря, строительные студенческие отряды. После окончания учебного заведения ВЛКСМ сохранял контроль и связь со своими членами. По прибытии на место работы комсомольцы ставились на учёт в местной комсомольской организации предприятия или учреждения.
Комсомольская ячейка наряду с партийной существовала на каждом предприятии, организации или учреждении. На предприятиях комсомольская ячейка была в каждом цехе. Руководство работой комсомольских первичных ячеек осуществляли секретари и комсорги, избранные на собраниях. Их деятельность находились на полном материальном обеспечении. Из работающих членов ВЛКСМ, в поддержку милиции для патрулирования улиц, формировались комсомольские отряды народных дружин (ДНД). Участие в ДНД материально поощрялось в виде дополнительных рабочих часов, премий, дней к отпуску по основному месту работы комсомольца. После достижения комсомольцем 28 лет комсомольская организация предоставляла служебную характеристику (официальный документ, содержащий оценку деловых и личных качеств человека) в партийную организацию КПСС, если комсомолец был готов продолжить своё общественное участие в жизни советского общества.

## Партийные информационные издания

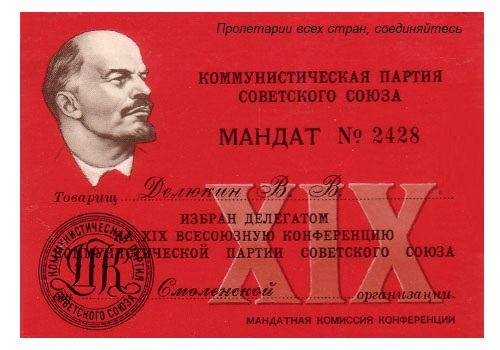
Мандат делегата XIX партийной конференции (1988 год)

Официальным печатным органом ЦК КПСС являлась газета «Правда», одна из ведущих советских центральных газет, наряду с официальной газетой Верховного Совета «Известия» (полные названия в разные годы «Известия Советов рабочих, крестьянских и солдатских депутатов», «Известия Советов рабочих и крестьянских депутатов», «Известия Советов народных депутатов»), профсоюзной газетой «Труд» и другими газетами.
По образцу газеты «Правда» было образовано множество других популярных газет — газета комсомола «Комсомольская правда», пионерской организации «Пионерская правда», разнообразные региональные газеты (республиканские, областные, городские и проч.).
ЦК КПСС издавал также официальный журнал «Коммунист». Важную роль в системе государственной агитации занимало издание Всесоюзного общества «Знание» «Аргументы и факты».

## Подготовка кадров
Подготовка кадров партийных работников производилась в сети Высших партийных школ, существовавших при республиканских ЦК. Общее методическое руководство осуществляла Высшая партийная школа при ЦК КПСС. Действовали очная и заочная формы обучения. Различались программы для учащихся, уже имевших высшее образование, и на базе среднего образования. Партийные школы готовили не только партийных, но и государственных функционеров.

## Международное сотрудничество
После распада Международной организации Коминтерн координацией международного коммунистического движения занимался Международный отдел ЦК КПСС.

## В филателии

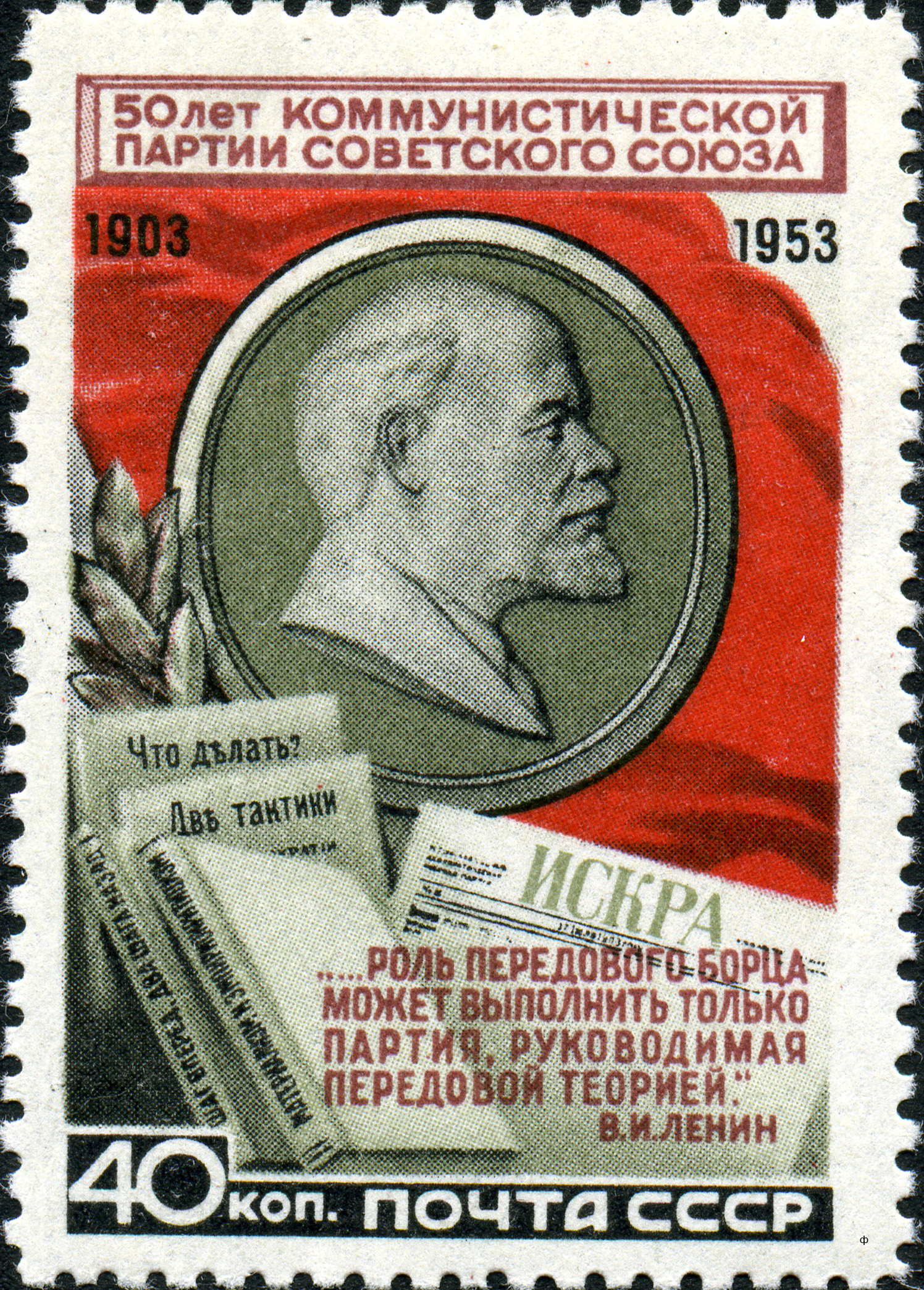
Марка, посвящённая 50-летию КПСС
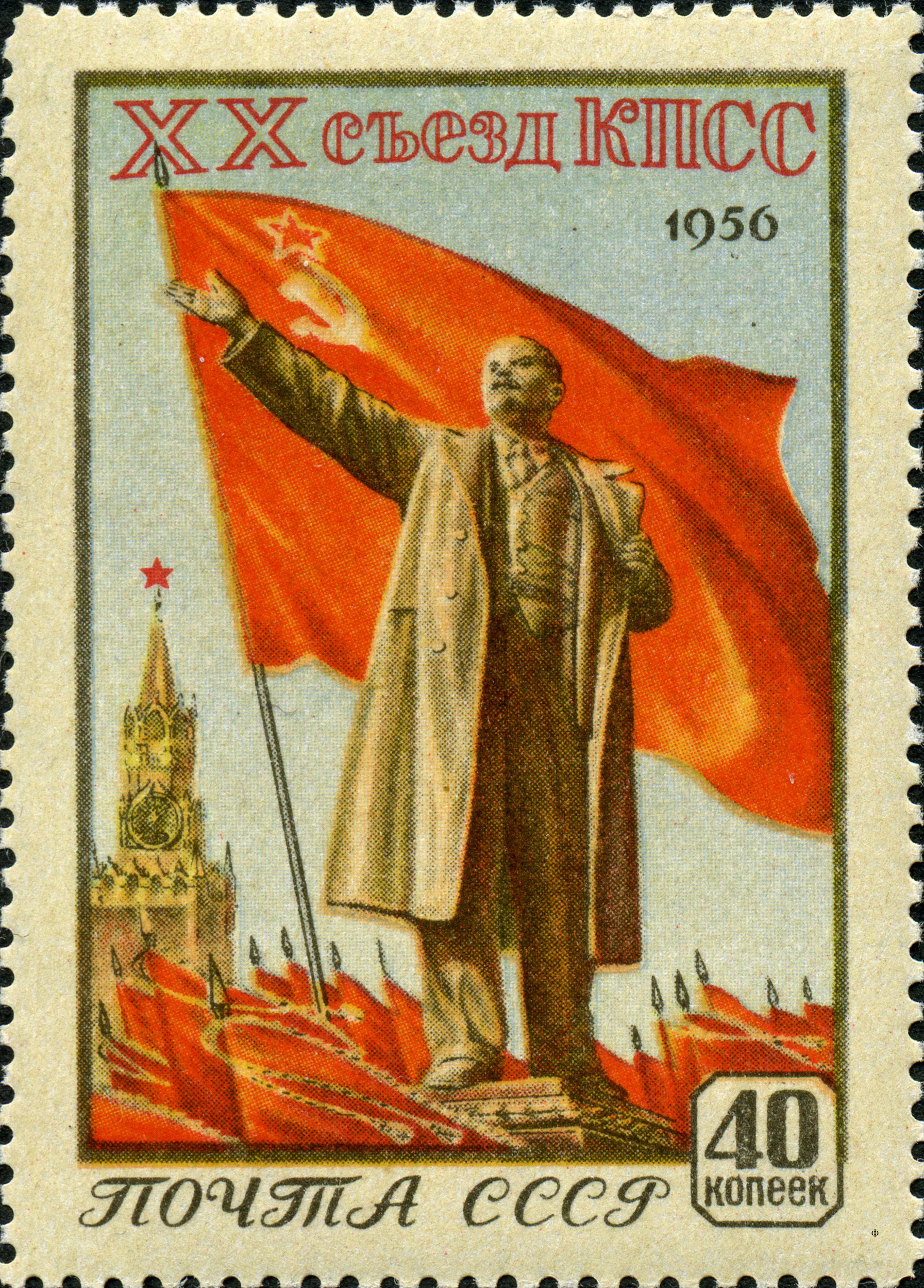
XX съезд КПСС, номинал 40 коп.
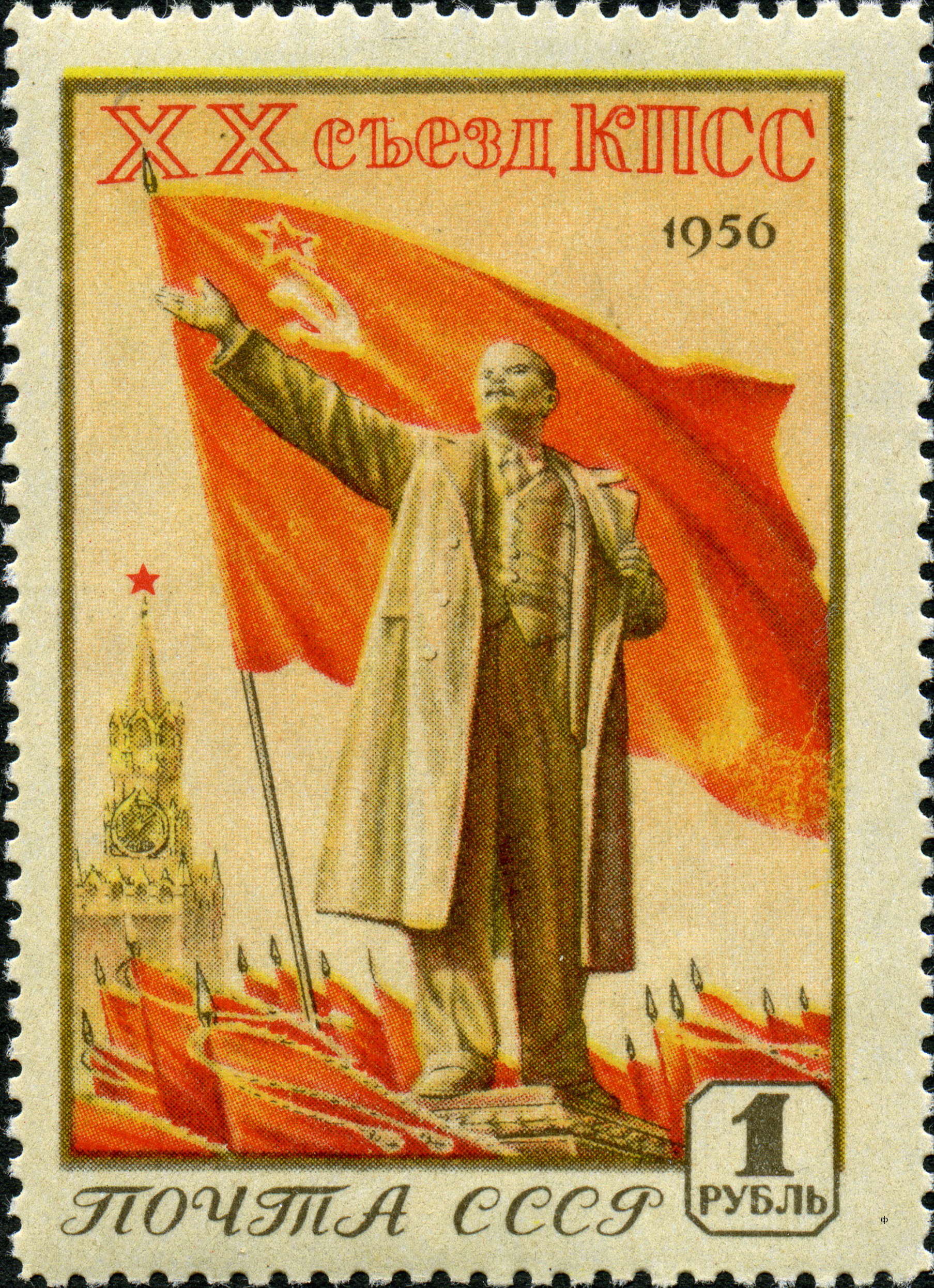
XX съезд КПСС, номинал 1 руб.
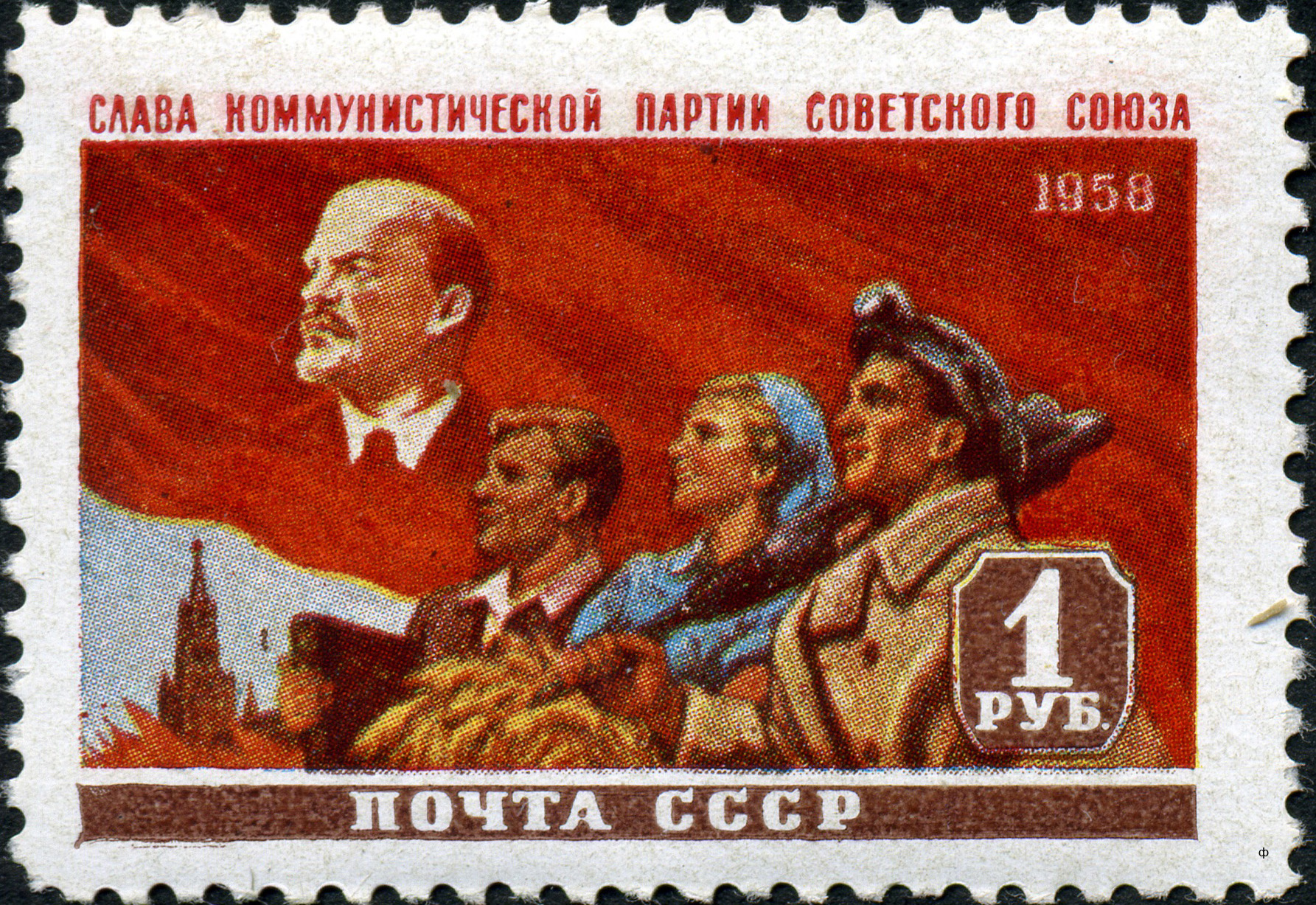
Почтовая марка 1958 год. Слава КПСС
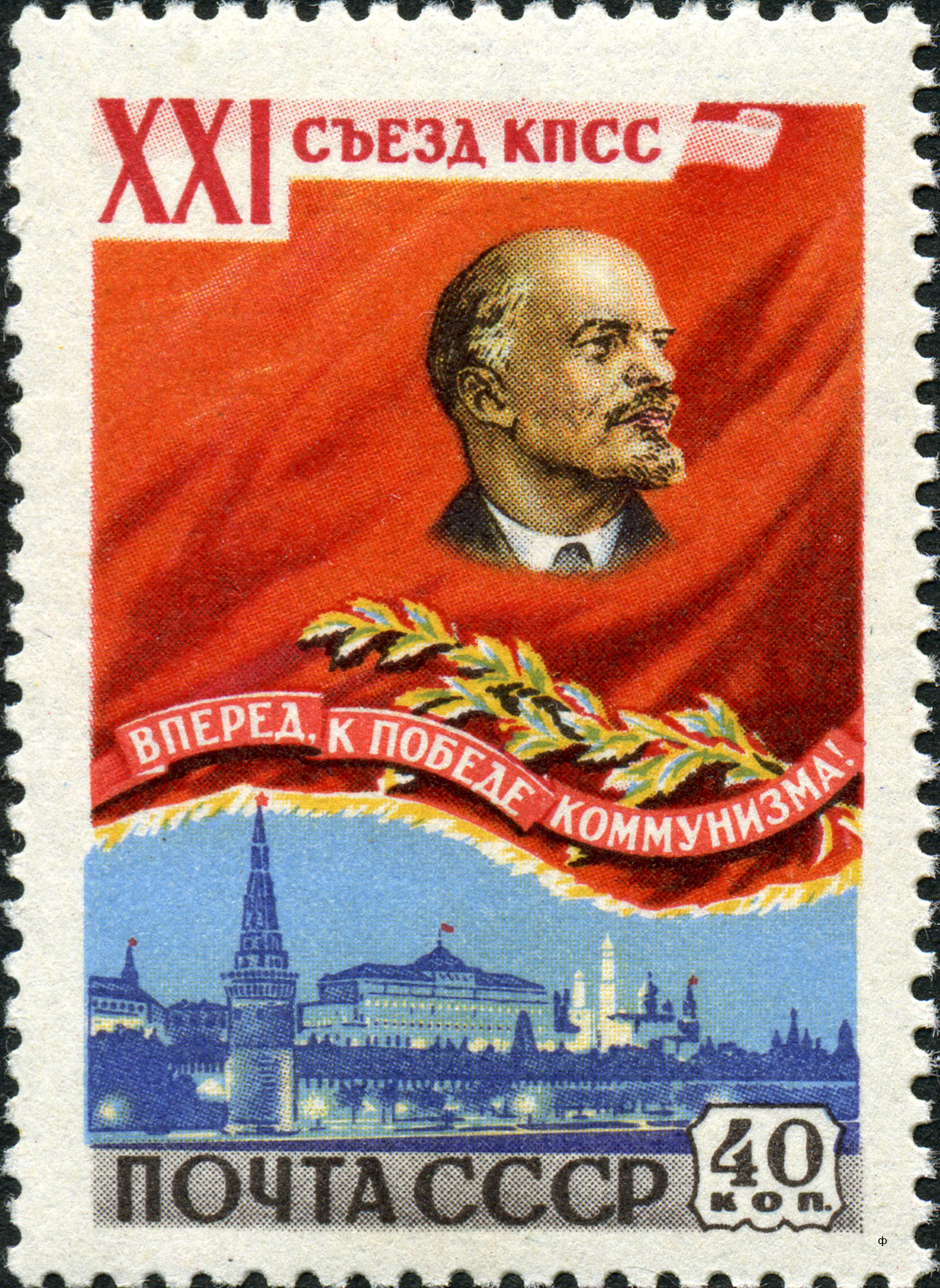
XXI съезд КПСС, номинал 40 коп.
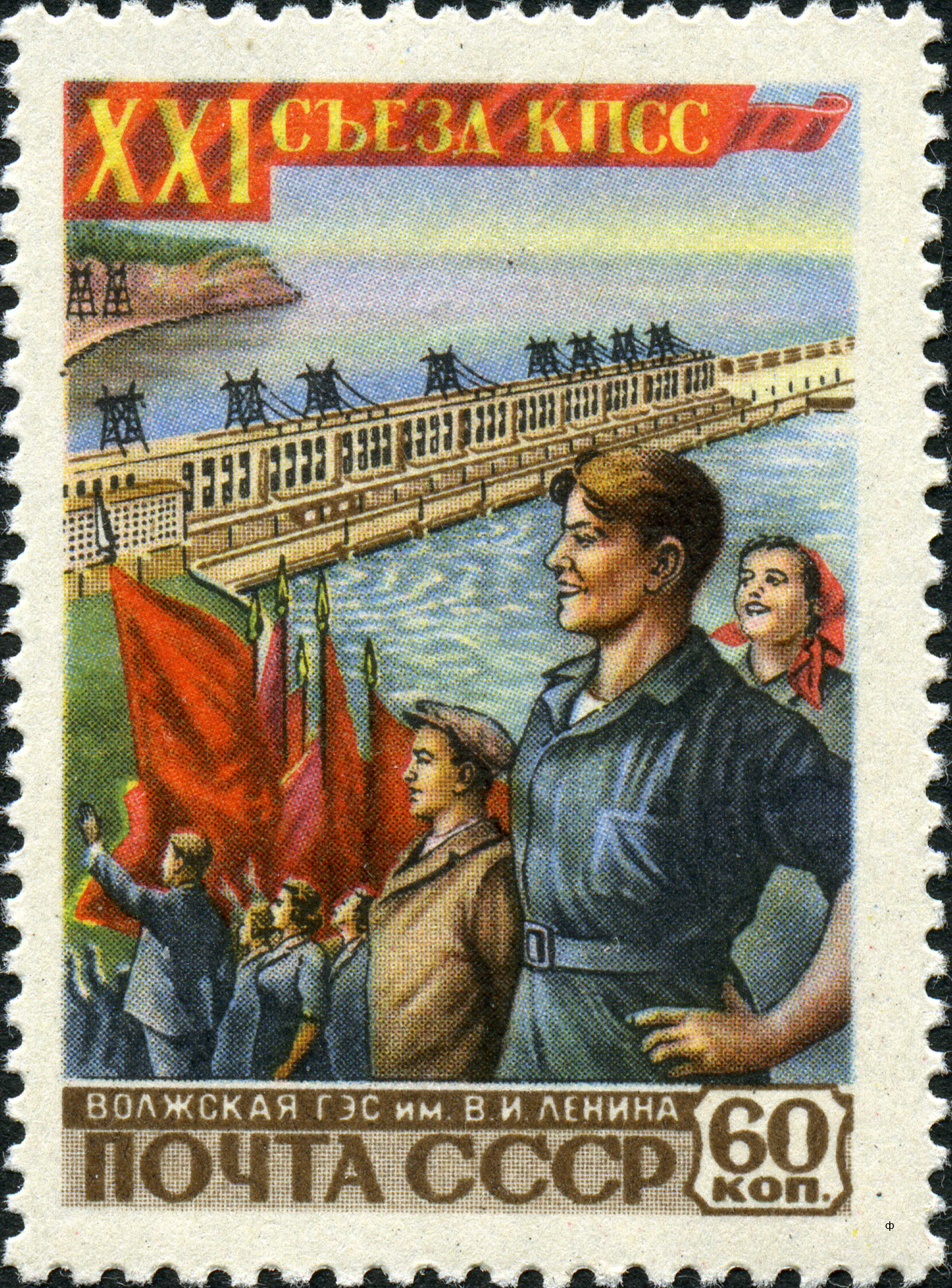
XXI съезд КПСС, номинал 60 коп.
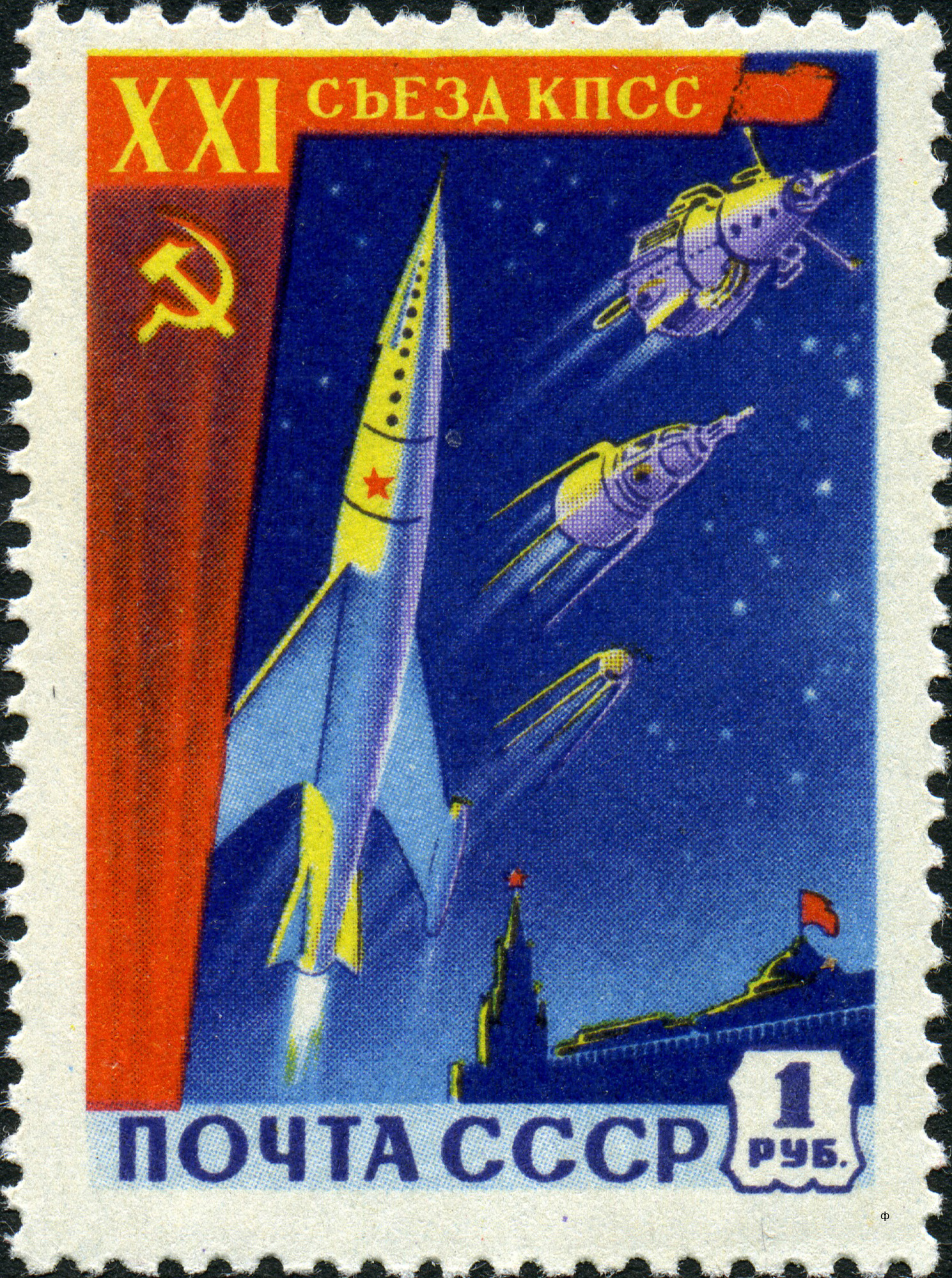
XXI съезд КПСС, номинал 1 руб.
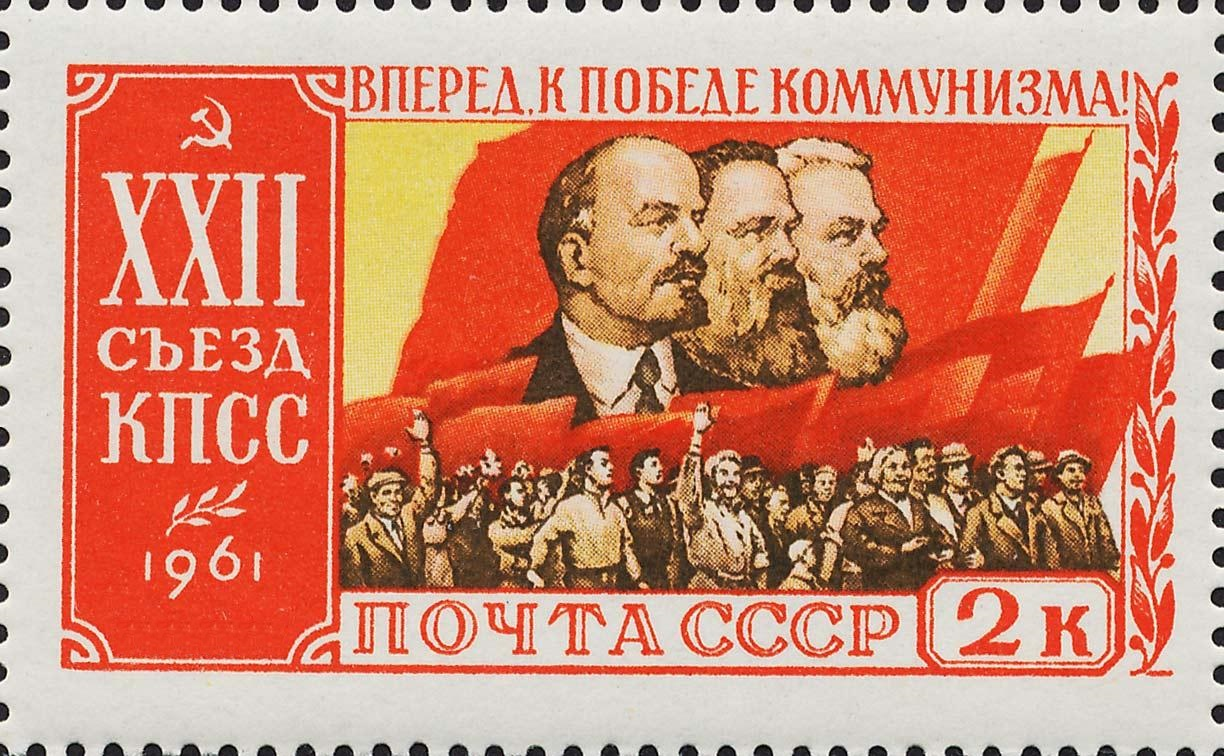
XXII съезд КПСС: Вперёд к победе коммунизма
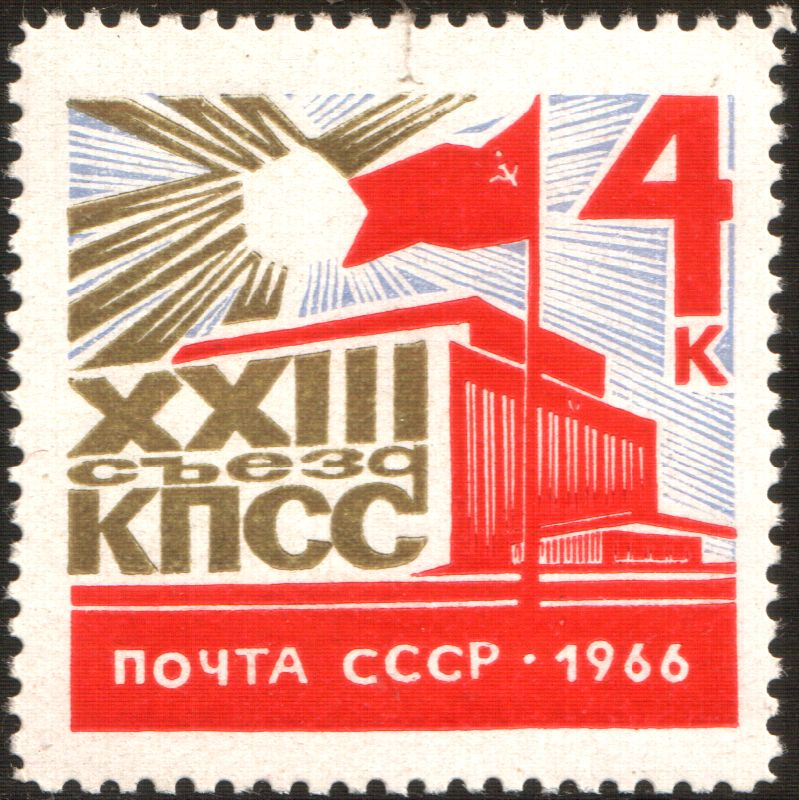
XXIII съезд КПСС
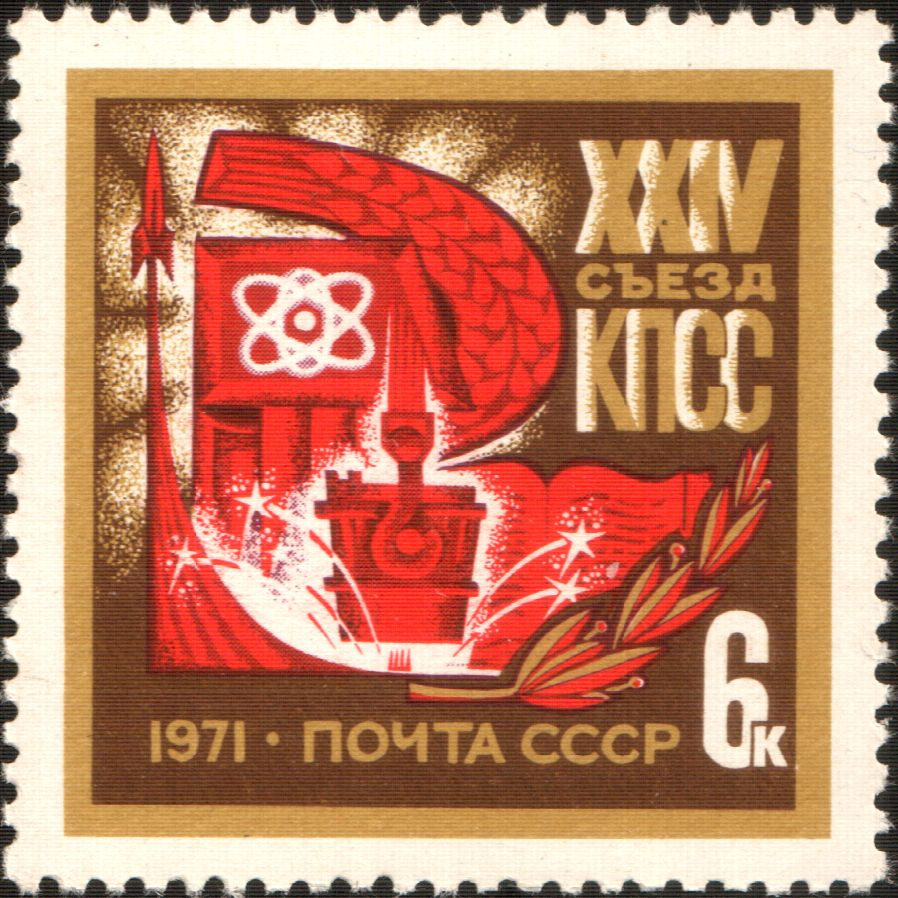
XXIV съезд КПСС
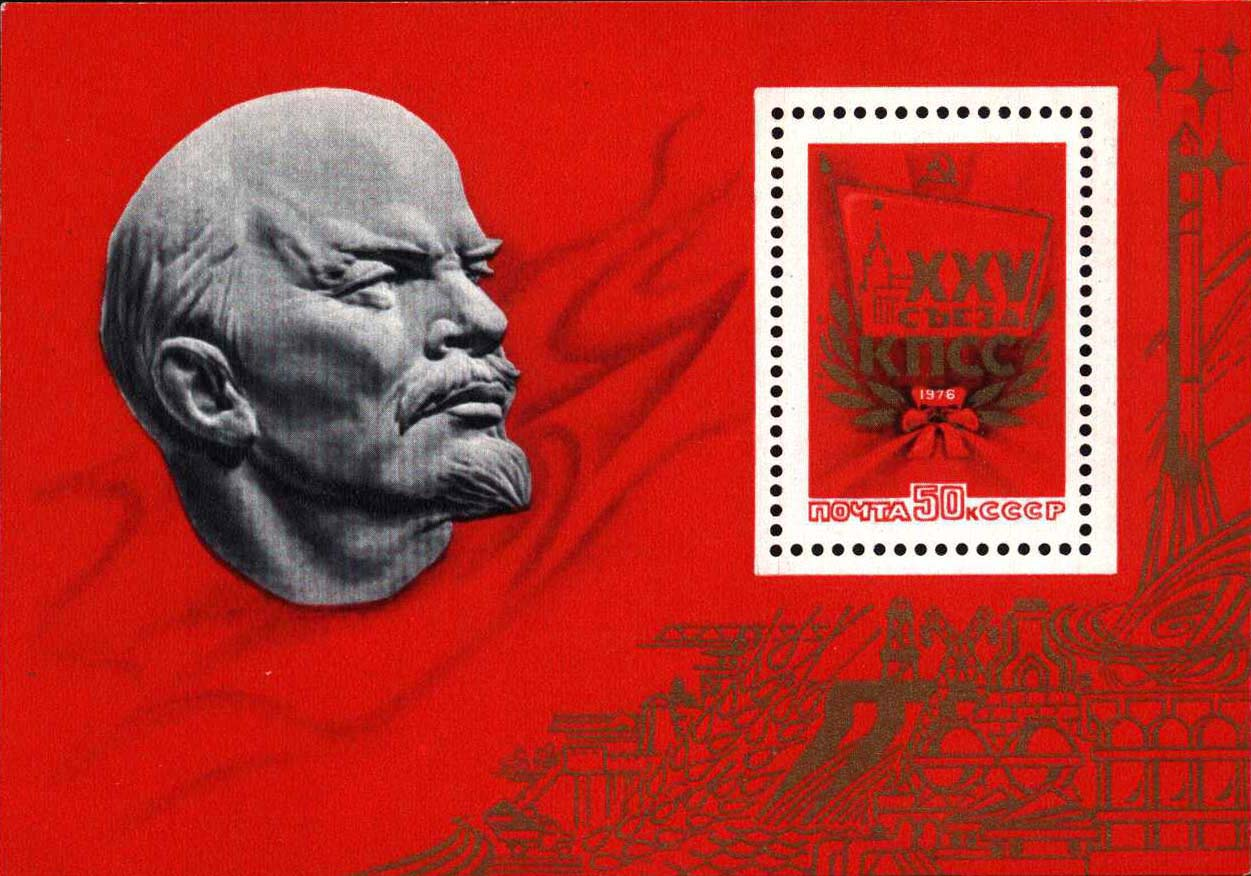
Почтовый блок СССР XXV съезд КПСС
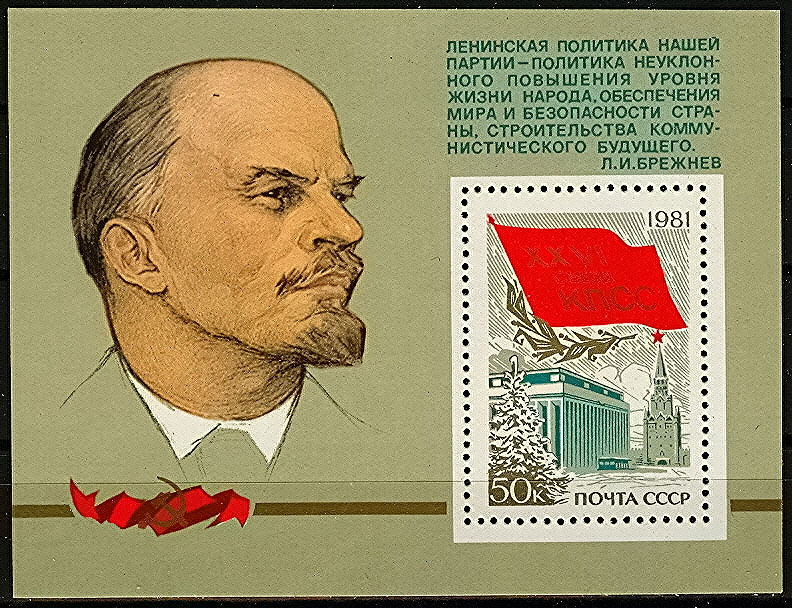
Почтовый блок СССР XXVI съезд КПСС
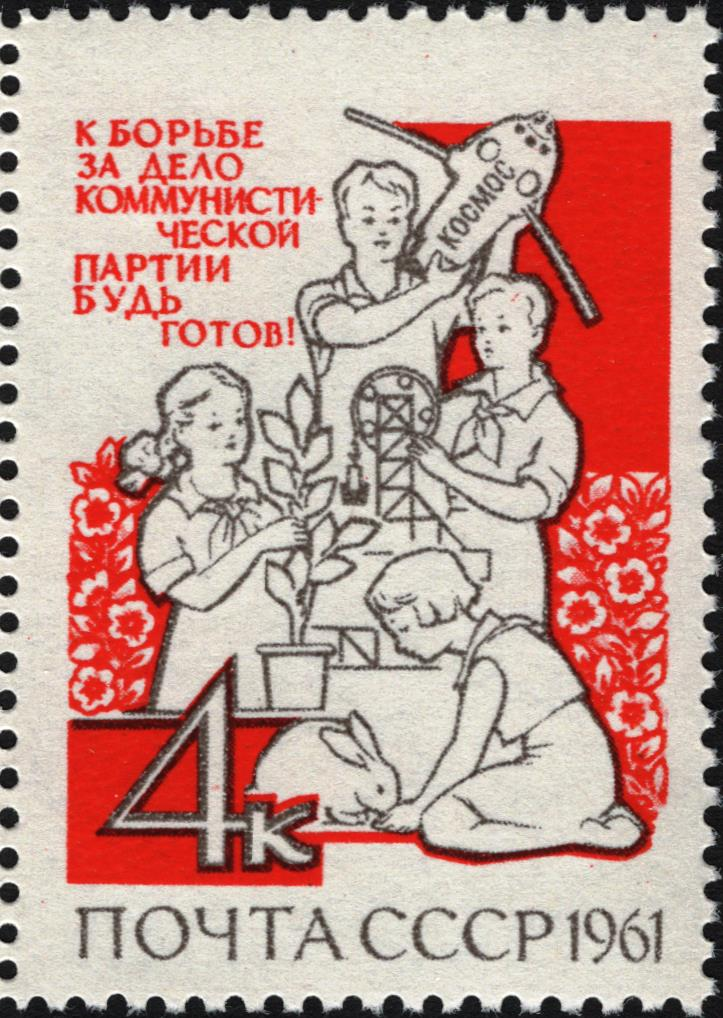
К борьбе за дело Коммунистической партии — будь готов!

## Преемники
Ряд организационных структур КПСС не признали законность запрета и отказались его исполнять, практически продолжая действовать нелегально.
Наиболее крупной из организаций-наследниц КПСС в форме является Союз коммунистических партий — Коммунистическая партия Советского Союза. 26-27 марта 1993 года в Москве состоялся съезд организации, объявленный XXIX съездом КПСС, участники которого объявили о преобразовании КПСС в СКП-КПСС. Лидером организации в 1993—2001 годах являлся бывший секретарь ЦК КПСС Олег Шенин.
Организационная структура КПСС в РСФСР стала базой для создания Коммунистической партии Российской Федерации.
В 2001 году СКП-КПСС раскололся на две части: 14 партий (из 19) переизбрало руководство, и председателем Совета СКП-КПСС стал Г. А. Зюганов. С 2018 года в СКП-КПСС состоит 18 партий: из всех 15 союзных республик бывшего СССР, а также из непризнанных государств — Южной Осетии, Абхазии и Приднестровья.
Пять партий остались под руководством О. С. Шенина. В 2004 году сторонники Шенина объявили о преобразовании Союза компартий в единую КПСС, которая к 2013 году раскололась на четыре части.
Кроме того, в 1990-е годы были созданы ещё несколько партий под названием КПСС и ВКПБ. По состоянию на 2 июня 2009 года ни одна из «КПСС» и «ВКПБ» не зарегистрирована Министерством юстиции Российской Федерации. 18 июня 1998 года СКП-КПСС была официально зарегистрирована Министерством юстиции Республики Беларусь как общественная организация.